# Real Valladolid Club de Fútbol
El Real Valladolid Club de Fútbol, S. A. D. es un club de fútbol español organizado como sociedad anónima deportiva en la ciudad de Valladolid, provincia de Valladolid, comunidad autónoma de Castilla y León. Juega actualmente en la Segunda División de España. 
Fue fundado el 20 de junio de 1928, fruto de la fusión del Club Deportivo Español y la Real Unión Deportiva. Los colores que identifican al club son el violeta y el blanco, utilizados en forma de rayas verticales en su uniforme titular desde su fundación. Desde 1982 juega como local en el Estadio José Zorrilla, de propiedad municipal, y con capacidad para 27 618 espectadores.
Cuenta en su palmarés con la edición de 1984 de la desaparecida Copa de la Liga, así como con tres campeonatos de Segunda División y cuatro de Tercera. Ha sido subcampeón de la Copa del Rey en dos ocasiones (1949-50 y 1988-89), y ha participado en dos ediciones de la Copa de la UEFA (1984-85 y 1997-98) y una de la también desaparecida Recopa de la UEFA (1989-90). Además, también ganó la Copa Federación en la temporada 1952-53 y fue subcampeón en la 1944-45. Su equipo filial, el Real Valladolid Promesas, milita actualmente en la Segunda División RFEF.
Es el club de fútbol más importante de Castilla y León por palmarés e historia, con un total de 47 temporadas en Primera División, 37 en Segunda y 9 en Tercera. Históricamente, es el decimotercer mejor equipo de España. Dos de sus jugadores se han alzado con el Trofeo Pichichi: Manuel Badenes y Jorge da Silva; y diez han sido internacionales con la selección española.

## Historia

### Trayectoria histórica
Indicadas las categorías en los siguientes colores:
■ 1.er nivel
■ 2º nivel
■ 3.er nivel
■ 4º nivel
Notas: (Estructura piramidal de ligas en España)
- Las temporadas 1936-37, 1937-38 y 1938-39 no fueron disputadas debido a la Guerra Civil Española.
- La Segunda División B fue introducida en 1977 como categoría intermedia entre la Segunda División y Tercera División.
- En la temporada 2021-2022 se reestructuraron las categorías del fútbol español pasando a denominarse las categorías no profesionales como 1ª división RFEF que será el equivalente a la 3ª categoría, 2ª división RFEF que será el equivalente a la 4ª categoría y 3ª división RFEF que será el equivalente a la 5ª categoría, desapareciendo Segunda División B.

### Nacimiento y primeras temporadas (1924-1947)

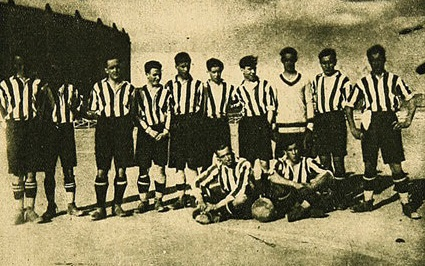
Plantilla del Real Unión Deportiva antes del partido contra Colo-Colo de Chile disputado el 2 de mayo de 1927. En dicho partido, David Arellano, capitán del conjunto chileno, recibió un fuerte golpe en el estómago que al día siguiente le produjo la muerte. Este suceso se conoce como la tragedia de Valladolid.

En 1924 se fundaron en Valladolid dos clubes que rivalizaron por la supremacía en la ciudad: el Real Unión Deportiva, vinculado a la Congregación de Luises y Kotskas, y por tanto de tendencia conservadora, y el Club Deportivo Español, de tendencia progresista. Ambos ganaron sendos  campeonatos regionales y tuvieron destacadas participaciones en la Copa del Rey.
El Real Valladolid Deportivo nació el 20 de junio de 1928 como resultado de la fusión de esos dos clubes, con Pedro Zuloaga Mañueco como primer presidente. En el partido de presentación, disputado el 22 de septiembre de ese año en el estadio de la Sociedad Taurina, junto a la Plaza de Toros, el primer once del Real Valladolid, formado por Arana, Pombo, Martín, Orúe, Sarralde, Echevarría, Montalbán, Perico San Miguel, Sainz, Sierra y Pablo López, venció por 2-1 al Deportivo Alavés de Vitoria. El equipo debutó en el Grupo B de la Segunda División –equivalente a una Tercera División– del Campeonato de Liga que se puso en marcha aquella misma temporada.
En la temporada 1933-34, el Real Valladolid consiguió el ascenso a Segunda División. En su debut en ella la siguiente temporada, el conjunto vallisoletano realizó una gran campaña, terminando segundo dentro de su grupo y último en la fase final por el ascenso.
El 3 de noviembre de 1940, en plena posguerra, se inauguró el nuevo Estadio Municipal en partido de Liga contra el Arenas de Guecho, con victoria local por 4-1. El equipo continuó en trayectoria ascendente, logrando disputar la promoción de ascenso a Primera en la campaña 1942-43, pero en la temporada siguiente descendió a Tercera División. El equipo pasó tres años en Tercera antes de retornar a Segunda en 1947.

### Ascenso a Primera, final de Copa y época dorada (1947-1958)
Y al año siguiente, la temporada 1947-48, dirigido por Antonio Barrios, se proclamó campeón de la categoría y consiguió su primer ascenso a Primera División, la máxima categoría del fútbol español. Para el debut en Primera se contrató a Helenio Herrera, concluyendo la campaña en 12.º lugar. Herrera firmó por el Atlético de Madrid, lo que llevó al retorno de Antonio Barrios como entrenador, y el club se reforzó con jugadores como Emilio Aldecoa, Lesmes I y Lesmes II, que se unían a los ya conocidos Saso, Vaquero y Coque, entre otros.
Tras un partido amistoso de pretemporada contra Osasuna en Pamplona, la noche del 29 al 30 de agosto de 1949, el autocar que llevaba al equipo de regreso a Valladolid fue arrollado en un paso a nivel de la localidad burgalesa de Villafría. El accidente se saldó con numerosos jugadores heridos, pero afortunadamente sin fallecidos. El equipo finalizó en la 9.ª posición de la Liga, tras haber realizado una notable primera vuelta, y en la Copa del Generalísimo de esa misma temporada, se mostró como un bloque sólido y fue la revelación del torneo, plantándose en la final tras eliminar a la Real Sociedad, al Sevilla F. C. y al Real Madrid. El partido decisivo se disputó el 28 de mayo de 1950 en el Estadio de Chamartín de Madrid contra el Athletic de Bilbao. Al término del tiempo reglamentario se llegó con empate a uno, con goles de Zarra para los bilbaínos y Coque para los pucelanos, pero en la prórroga Zarra anotó un triplete que hundió al Valladolid, concluyendo el partido con 4-1.
Al inicio de la temporada siguiente, con Ipiña en el banquillo, el Valladolid se convirtió en la revelación del campeonato, codeándose con los grandes y ocupando el tercer lugar al término de la primera vuelta. Pero en la segunda, el equipo se desinfló y no pudo mantener el ritmo del Atlético de Madrid y el Sevilla F. C., que lucharon hasta el final por el título, logrado por los rojiblancos. El Real Valladolid concluyó la campaña en sexta posición, y los aprietos económicos le obligaron a vender a la mayor parte de sus estrellas.
En los siguientes años el potencial del equipo fue disminuyendo progresivamente, permaneciendo en él únicamente Coque, que se convirtió en su primer jugador internacional, y los hermanos Lesmes. No obstante, aparecieron nuevas figuras como Matito, Ortega y Lasala, y el Real Valladolid se mantuvo en la parte media de la tabla, rozando a veces los puestos de promoción. Finalmente, y pese a que la campaña 1956-57 había concluido con un modesto octavo puesto, la directiva se vio obligada de nuevo a vender a la mayor parte de la plantilla, que quedó prácticamente desarbolada. Ello condujo al descenso en la temporada siguiente, pese a que Manuel Badenes fue el máximo goleador de la categoría junto a Ricardo Alós y Alfredo Di Stéfano; así concluía una década fabulosa mermada por los problemas económicos.

### El equipo ascensor (1958-1964)
La directiva presidida por Carlos del Río Herrero confió en José Luis Saso como entrenador y en una mezcla de jóvenes talentos, entre los que destacó Emilio Morollón, y de jugadores experimentados, como Coque, que regresaba a casa tras su frustrado paso por el Atlético de Madrid. El Real Valladolid se mostró como un conjunto sólido que se proclamó campeón de su grupo y certificó su vuelta a la máxima categoría del fútbol español.
Para reforzarse de cara a la temporada siguiente, el entrenador, Saso, viajó a Uruguay y Argentina en busca de jóvenes talentos accesibles para la maltrecha economía del club, y regresó con dos uruguayos, Benítez y Endériz, y tres argentinos, Solé, Aramendi y Bagnera, aunque este último fue cedido y solamente produjo beneficio económico. El Valladolid de aquella campaña se mostró como un equipo sin tapujos, que desarrollaba un fútbol espectacular pero con problemas de marcaje y portería, y se consiguió mantener la categoría. No fue así el año siguiente, pese a que tras una gran actuación en la Copa se llegó a semifinales.
Se retornó a Primera en un solo año, de la mano del paraguayo Heriberto Herrera, quien marchó para entrenar al RCD Español. La directiva contrató entonces a Antoni Ramallets, que acababa de retirarse y aceptó debutar como entrenador dirigiendo al conjunto blanquivioleta para la temporada 62-63, que tenía como objetivo mantener la categoría. La escuadra, prácticamente idéntica a la que logró el ascenso, se convirtió junto al Real Oviedo en la revelación de la Liga, finalizando en el cuarto puesto, la mejor clasificación obtenida hasta la actualidad.

### El periplo por Segunda (1964-1980)
Aquel Valladolid revelación atrajo las miradas de otros clubes, por lo que para la temporada 1963-64 hubo numerosas bajas. Continuó sin embargo la pareja estrella, formada por Morollón y Rodilla, ambos entre los máximos goleadores de la campaña anterior. Pero no pudo mantenerse la categoría y comenzó una sangría de ventas de los jugadores más importantes del club: Rodilla, Ramírez, Sanchís y Morollón, este último traspasado al Real Madrid casi a precio de saldo. La deuda histórica se convirtió en un auténtico talón de Aquiles para la institución, provocando la dimisión del presidente José Miguel Arrarte.
Para salvar la situación, José Luis Saso se convirtió en el nuevo presidente del club, y tras el fugaz paso de Antonio Barrios por el banquillo, se le sustituyó por Antonio Ramallets. Aquel año, el Real Valladolid se quedó a las puertas del ascenso, y para la siguiente temporada se contrató a Perico Torres, que falleció de manera repentina y provocó una fuerte inestabilidad en el banquillo pucelano que acentuó la crisis de la institución. Saso renunció al cargo, y de la mano de Antonio Alfonso se reforzó el equipo a golpe de talonario y se contrató a Enrique Orizaola para dirigirlo, tras la destitución de José Luis Molinuevo. Los blanquivioletas se clasificaron en segundo puesto, lo que les permitió disputar la promoción de ascenso de la temporada 1967-68 contra la Real Sociedad. Los donostiarras consiguieron la victoria en Zorrilla por 0-1, y tras el 0-0 registrado en Atocha los albivioletas se quedaron a punto de regresar a Primera.
Tras el fracaso, se dio salida a varios jugadores y se inició una nueva etapa de altibajos, concluyéndose la temporada 1968-69 en décima posición. La temporada siguiente fue desastrosa; Antonio Alfonso renunció a invertir más dinero y la apatía general llevó a una caída libre que acabó con el equipo en Tercera División.
El declive se había consumado, y tras la celebración de las elecciones, Santiago Gallego asumió la presidencia y el difícil reto de reformar un club venido a menos y con problemas acuciantes. No hubo más remedio que tirar de la cantera y reconvertir el Europa Delicias en el Real Valladolid Promesas, del que despuntaban talentos como Julio Cardeñosa, que pronto pasó al primer equipo. La situación económica era angustiosa, y el presidente convenció a Concha Velasco, oriunda de la ciudad, para que aceptara ser madrina de los albivioletas y paliara la fuga de socios. A pesar de que el Real Valladolid mantuvo una trayectoria muy irregular durante aquella campaña, consiguió el ascenso en un emocionante sprint final que le llevó a la segunda posición de la tabla en detrimento de Osasuna.
El equipo se consolidó en Segunda y comenzó a pensarse en volver a Primera. En agosto de 1972 se creó el Trofeo Ciudad de Valladolid y se instaló la iluminación artificial en el Viejo Zorrilla. Las temporadas se fueron sucediendo sin pena ni gloria, y en 1974 Santiago Gallego se convirtió en el primer presidente que abandonaba el cargo sin deudas, gracias al traspaso de Cardeñosa al Real Betis por 15 millones de pesetas, la cantidad más alta percibida por el club hasta entonces. Fernando Alonso asumió la presidencia y realizó profundas reformas en la plantilla, cuyo potencial se vio reducido y estuvo a punto de descender.
Para afrontar la temporada 1975-76 se incorporaron muchos jugadores jóvenes, y la escuadra blanquivioleta dirigida por Héctor Núñez se quedó a las puertas del ascenso y en la Copa llegó a cuarta ronda. Tras la venta de Alfredo Amarillo al FC Barcelona, llegaron a Valladolid tres jóvenes talentos procedentes del filial azulgrana, de los cuales dos, Moré y Rusky, se consolidaron en el club. Siguieron dos temporadas en las que lo deportivo pasó a un segundo plano ante asuntos más triviales, como el traspaso de Landáburu al Rayo Vallecano o el debut de Gaíl con apenas 16 años. En la temporada de las bodas de oro, Gonzalo Alonso asumió la presidencia y renovó la plantilla con jóvenes talentos de las canteras azulgrana y merengue, siendo la incorporación más sonada la de Poli Rincón. El equipo se quedó a un solo gol de ascender, y también a un solo gol de disputar la final de Copa, cayendo en semifinales contra el Valencia C. F., que a la postre se proclamó campeón del torneo. En la campaña 1979-80, una plantilla blanquivioleta teóricamente inferior obtuvo unos resultados excelentes y se mostró arrolladora en la segunda vuelta del campeonato, consiguiendo el ansiado ascenso a falta de dos jornadas. Se llegaba así al final del túnel después de dieciséis años.

### Nuevo estadio y Copa de la Liga (1980-1986)
Para contar con garantías en el regreso a Primera, se realizaron dos grandes fichajes: Fenoy para la portería y Gilberto para apuntalar la defensa. El Real Valladolid consiguió el objetivo de la permanencia con mayor tranquilidad de la esperada, y realizó una gira por América Central gracias al gran seguimiento mediático sobre Gilberto desde Honduras, su país natal.
La masa social del club creció hasta superar los 14 000 socios, todo un récord que dejaba pequeño el Viejo Estadio José Zorrilla; por ello se inició la construcción de otro, que sería el único de nueva planta en albergar encuentros del Mundial de España de 1982. De propiedad municipal, el Nuevo Zorrilla se situó en una zona conocida como "La Barquilla", en aquel entonces a las afueras de la ciudad, siendo inaugurado el 20 de febrero de 1982 en un encuentro liguero contra el Athletic Club con victoria blanquivioleta.
Manuel Esteban tomó el testigo de Gonzalo Alonso en la presidencia, y bajo su mando se concretaron grandes contrataciones como la del Pato Yáñez y el Polilla da Silva, este último en calidad de cedido. La inestabilidad en la presidencia propició el retorno de Gonzalo Alonso a la misma y los malos resultados llevaron a Fernando Redondo al banquillo. Debutaron unos jóvenes Eusebio y Fonseca.
En la Copa de la Liga de la temporada 1983-84, el Real Valladolid eliminó a equipos teóricamente superiores: al Zaragoza en primera ronda, al Sevilla F. C. en cuartos y al Real Betis en semifinales, llegando a la final contra el Atlético de Madrid. Tras el empate a cero de la ida en el Vicente Calderón, el 30 de junio de 1984 los pucelanos derrotaron en el Nuevo Zorrilla a los rojiblancos en la prórroga por 3-0, con goles de Votava en propia puerta, Fortes y Minguela. De esta forma un tanto inesperada y sorprendente, el equipo formado por Fenoy, Aracil, Gaíl, García Navajas, Richard, Jorge, Moré, Eusebio (Fortes), Yáñez, Da Silva y López (Minguela) consiguió el único título nacional en la historia del club, y Pepe Moré levantó el trofeo ante el delirio de los aficionados. Este logro permitió al club jugar una competición europea por primera vez en su historia, cayendo eliminados en la primera ronda de la Copa de la UEFA 1984-85 ante el HNK Rijeka croata. Los acuciantes problemas económicos provocaron que Da Silva abandonara el club, salida compensada por Gonzalo Alonso con el fichaje de Mágico González, la estrella salvadoreña del Cádiz C. F.

### Primera era Cantatore, segunda final de Copa, los colombianos y peligro de desaparición (1986-1992)
La directiva decidió dar un golpe de timón para reorientar la nave blanquivioleta y contrató los servicios de Vicente Cantatore, técnico que imprimió una férrea disciplina en la plantilla y optó por el contraataque en sus planteamientos de juego. Él y Manolo Hierro descubrieron el talento del hermano del segundo, Fernando Hierro, que militaba en el Vélez C. F. Gracias a los buenos frutos que salían de la cantera, el Valladolid inició una etapa de traspasos millonarios, como los de Eusebio y Juan Carlos, mientras se asentaban jugadores como Manolo Hierro y Ravnić.
El papel del club en la temporada 1988-89 fue sobresaliente, terminando la Liga en sexto lugar y alcanzando la final de Copa, que se disputó el 30 de junio de 1989 ante el Real Madrid en el Estadio Vicente Calderón. El equipo blanquivioleta formado por Ravnić, Miljius, Albesa, Gonzalo, Fernando Hierro, Lemos, Damián, Minguela, Albis (Fonseca), Jankovic y Peña encajó un único gol de Gordillo a los 5' que ya no pudo remontar pese a su superioridad en el juego.
Tras la final de Copa, Fernando Hierro fichó por el Real Madrid y Vicente Cantatore pasó a entrenar al Sevilla F. C., llegando a su vez jugadores como Caminero y Amavisca. La siguiente Liga se cerró con un 16.º puesto, y la segunda participación europea, lograda gracias al subcampeonato copero anterior, fue notable, cayendo por penaltis en cuartos de final de la Recopa ante el AS Mónaco.

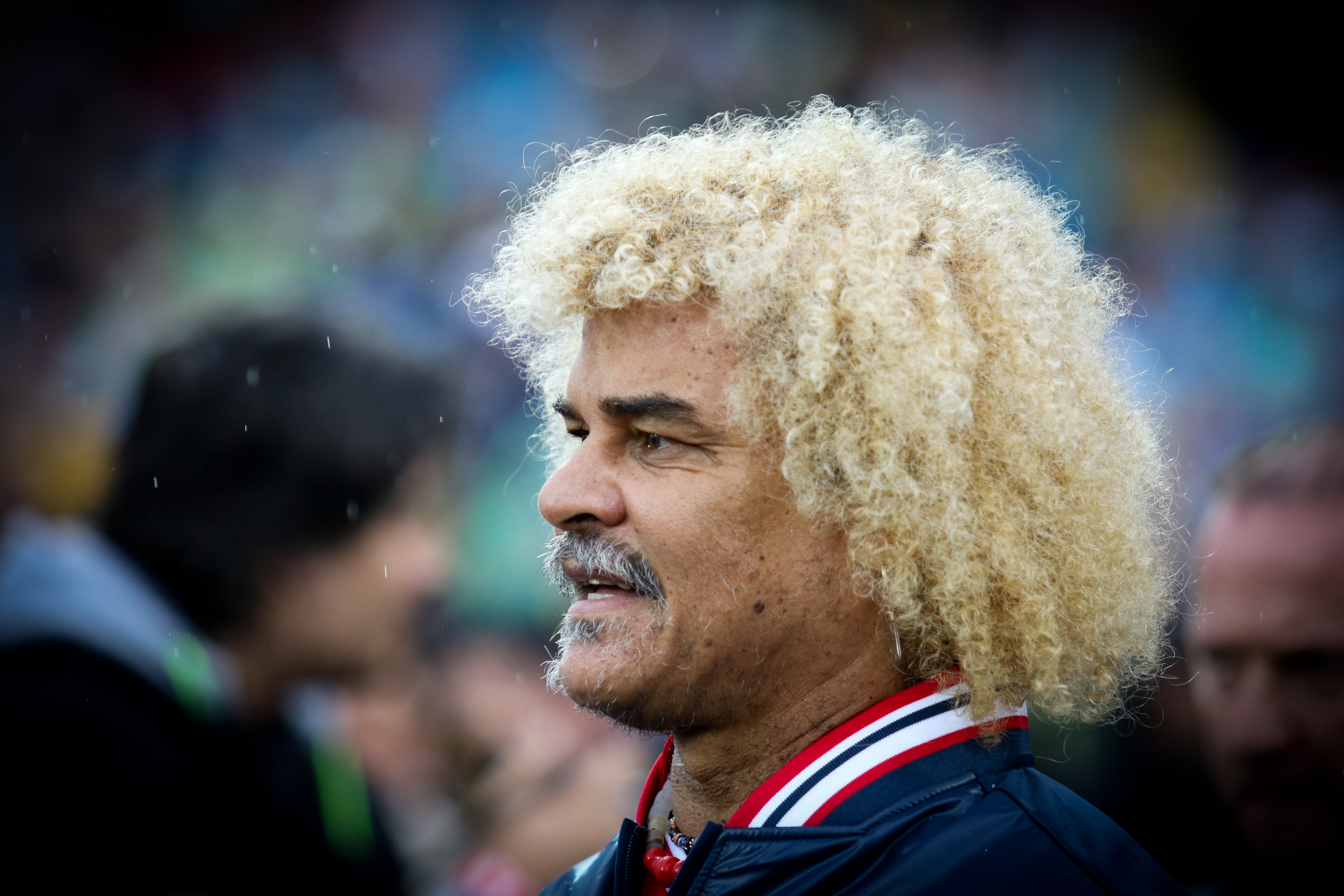
Valderrama.

El fichaje del entrenador colombiano Pacho Maturana para la temporada 1990-91 dio paso a una llegada masiva de colombianos al año siguiente: Valderrama e Higuita se unieron a Álvarez, ya presente en el club. El arranque de aquella campaña fue pésimo, el número de socios se redujo y los ingresos del club eran escasos, por lo que el presidente, Gonzalo Gonzalo, realizó un llamamiento a los socios y simpatizantes del club para buscar una solución urgente a la deuda de 1000 millones de pesetas y el fuerte déficit que ahogaban a la institución. Ante esta situación, el alcalde Tomás Rodríguez Bolaños y un nutrido grupo de empresarios iniciaron el saneamiento del club. El proyecto del "Valladolid de los colombianos" terminó fracasando y el equipo descendió. 
Poco después, el 26 de junio de 1992, el club Real Valladolid Deportivo se convertía en la sociedad anónima deportiva Real Valladolid S. A. D., cumpliendo con la ley del Deporte 10/1990 publicada el 15 de octubre de 1990, y Marcos Fernández en su presidente.

### Ascenso, segunda era Cantatore yEuroPucela(1992-2001)
El descenso conllevó la retirada de Minguela tras quince años defendiendo los colores pucelanos, y la venta de Fonseca, principalmente. El nuevo paso por Segunda fue fugaz, consiguiéndose el ascenso en el último partido frente al Palamós C. F. Nada más retornar a Primera, Caminero fichó por el Atlético de Madrid y el equipo consiguió salvar la categoría tras vencer en la promoción al C. D. Toledo.
La temporada 1994-95 concluyó con el equipo en plaza de descenso, pero se le invitó junto al Albacete a ocupar las plazas del Sevilla y el Celta, descendidos por defectos burocráticos, originándose una fuerte polémica tanto a nivel administrativo como popular que se resolvió con la creación de la Liga de los 22, disputada por todos los implicados. La campaña 1995-96 se inició con muchas caras nuevas en el equipo y con Rafael Benítez en el banquillo, pero los malos resultados provocaron su destitución y que Marcos Fernández contratase de nuevo a Vicente Cantatore, iniciándose su tercera etapa en el club. Con él, aquel joven Valladolid comenzó a ganar seguridad, y con la promesa de Marcos Fernández de no vender y reforzar la plantilla se creó una gran expectación en la ciudad que atrajo más de 18 000 abonados para la Liga que se disponía a comenzar. En aquel Valladolid destacaban Peternac, César, Víctor y Benjamín, principales artífices del séptimo puesto liguero con el que el ya EuroPucela obtuvo plaza para la Copa de la UEFA.

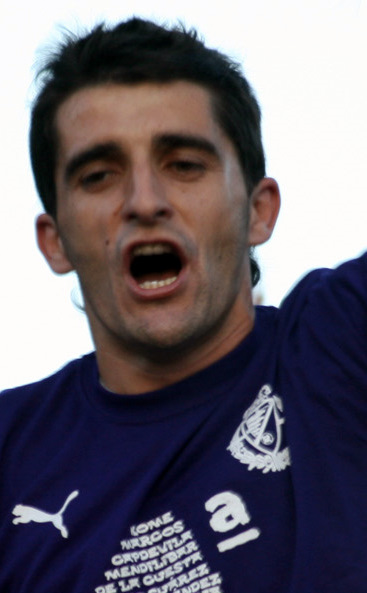
Víctor, jugador pucelano entre 1996-2000 y 2004-2009.

La segunda etapa del chileno terminó de manera convulsa, ya que al poco de comenzar la Liga fue destituido en directo en un programa de radio por Marcos Fernández Fermoselle, vicepresidente e hijo del presidente, quien por entonces ya estaba apartado de la dirección del club por la leucemia que finalmente causó su muerte. La temporada continuó con Sergije Krešić en el banquillo, cerrándose la Liga con el undécimo puesto y cayendo en segunda ronda de la Copa de la UEFA frente al Spartak de Moscú.
En la temporada 1998-99 el club pasó a denominarse Real Valladolid Club de Fútbol, S. A. D., su nombre actual. Asimismo, se crearon la Fundación Real Valladolid, la página web oficial y una mascota, Pucelo. Para la campaña siguiente se contrató a Gregorio Manzano, que dejó al equipo a las puertas de la competición europea. En enero de 2000, el club se hizo con la cesión del jugador japonés Shoji Jo, convirtiéndose en el primer club de la historia de la Liga en contar con un jugador nipón en sus filas. Los hijos del difunto presidente, en vista del descontento de los aficionados desde la destitución de Cantatore, anunciaron la venta del 70 % de las acciones a dos grupos madrileños, quienes nombraron presidente a Ignacio Lewin el 28 de abril de 2000.
La etapa de Lewin como presidente fue breve: apostó por el argentino Francisco Ferraro como entrenador, pero los malos resultados hicieron que Pepe Moré tomara las riendas del equipo para salvarlo del descenso. Lewin y sus vicepresidentes dimitieron el 20 de abril de 2001, después de que Caja España negara un crédito a la entidad para sanearla, llegando al cargo Carlos Suárez Sureda.

### Presidencia de Carlos Suárez (2001-2018): 3 descensos y 3 ascensos
Moré siguió en el banquillo hasta la conclusión de la temporada 2002-03, y para afrontar la siguiente campaña se contrató a Fernando Vázquez. El equipo realizó una buena primera vuelta para terminar perdiendo fuelle en la segunda, y ni siquiera el nombramiento de un entrenador de la casa, Antonio Santos, pudo evitar el descenso.
La temporada 2004-05 empezó en 2.ª con Sergio Krešić de entrenador, en una plantilla concebida para el ascenso, pero tras malos resultados fue sustituido por Marcos Alonso Peña, quedando 6.º a más de diez puntos del ascenso. La siguiente temporada 2005-06 continuó Marcos Alonso hasta la jornada 25 cuando fue cesado y sustituido por Alfredo Merino Tamayo, que concluyó con el equipo en 10.ª posición. Esa temporada el equipo se desprendió en el mercado de invierno de Aritz Aduriz, que fue fichado por el Athletic Club debido a que buscaba un delantero en su lucha por eludir el descenso.
En la temporada 2006-07, los blanquivioletas dirigidos por José Luis Mendilibar ascendieron con brillantez, siendo campeones de Segunda y batiendo los récords de imbatibilidad y de puntos.
En la siguiente temporada se logró la permanencia, y quedó para la historia el gol de Joseba Llorente contra el Español a los 7,08 segundos del comienzo, el más rápido de la Liga española hasta ahora.
En la temporada 2008-09, el equipo llegó a rozar los puestos europeos, pero una nefasta racha final hizo que tuviera que jugarse la permanencia en el último partido de Liga en el Estadio Manuel Ruiz de Lopera ante el Betis, logrando un empate salvador que condenaba a los verdiblancos.
En cambio, la temporada 2009-10 fue nefasta. El equipo se mantuvo durante toda la primera vuelta del campeonato en la parte baja de la clasificación, hasta que en el primer partido de la segunda vuelta, frente a la U. D. Almería, el entrenador José Luis Mendilibar fue destituido. Onésimo Sánchez, un entrenador de la casa, tomó las riendas de la plantilla, pero no pudo enderezar la marcha de la entidad. Tras diez jornadas, fue cesado y su puesto lo ocupó Javier Clemente, quien, a pesar de una importante remontada en los ocho partidos que el equipo disputó a sus órdenes, no pudo lograr la permanencia en Primera División, concluyendo la liga en antepenúltima posición.
En la temporada 2010-11, Antonio Gómez Pérez fue el elegido para entrenar al club pero el mal juego hizo que en diciembre fuera destituido. Javier Torres Gómez se hizo cargo de forma interina del equipo durante una semana y después llegó Abel Resino. El equipo llegó a disputar las eliminatorias de ascenso, pero tras perder por tres goles a uno el partido de vuelta ante el Elche C. F., el Real Valladolid quedó eliminado.
El 4 de julio de 2011, Carlos Suárez anunció la compra de algo más del 58 % de las acciones del club, convirtiéndose en el nuevo máximo accionista de la entidad y dos días después, Miroslav Đukić fue nombrado entrenador del primer equipo tras firmar un contrato de 3 años de duración.
El 29 de diciembre de 2011, Carlos Suárez informó de que el club había solicitado entrar en concurso de acreedores, lo cual fue aceptado por el juez al día siguiente.
En la temporada 2011-12 el equipo terminó en tercera posición de la liga regular con 82 puntos y consiguió el ascenso a Primera División de la mano de Miroslav Đukić tras superar en las eliminatorias al Córdoba C.F. y a la A.D. Alcorcón.

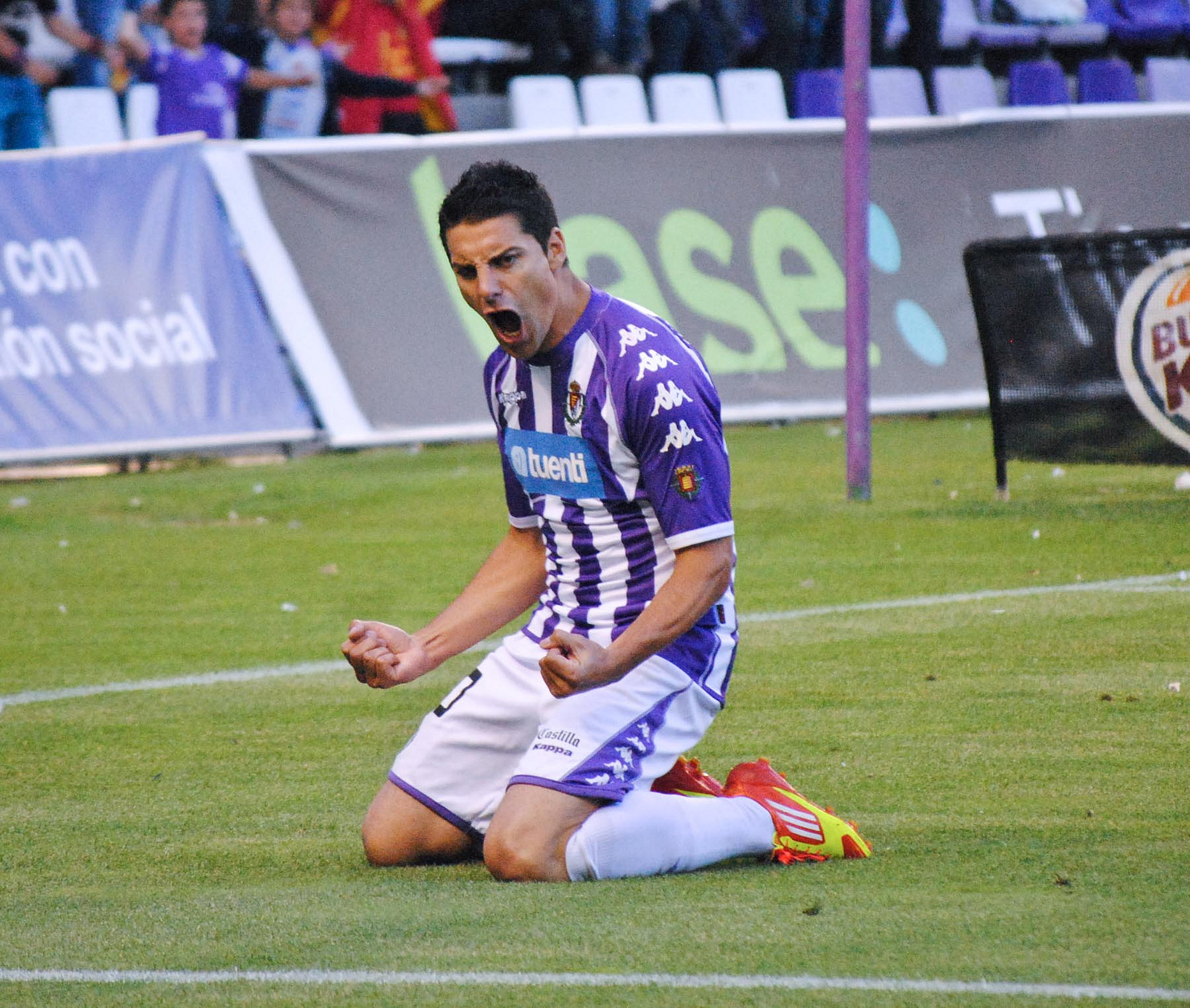
Óscar, jugador del Valladolid entre 2001-2004 y 2010-2016.

La temporada 2012-13 el equipo consiguió salvarse a falta de 4 jornadas para el final y se mantuvo en la Primera División, aunque virtualmente se salvó varios meses antes de acabar la liga. Finalmente acabó la temporada en decimocuarta posición, siendo uno de los equipos revelación de la temporada, pues en ningún momento de la temporada pisó puestos de descenso, estuvo cerca de meterse en la lucha por Europa.
Uno de los héroes fue Djukic, el entrenador que además trajo a coste cero a dos revelaciones de la temporada: el lateral derecho, internacional serbio Rukavina y el extremo derecho alemán Patrick Ebert, el jugador con más calidad, aunque se lesionó varias veces. Otras revelaciones de la temporada fueron los dos porteros: Jaime y Dani Hernández. 
El equipo mantuvo durante toda la temporada un buen centro del campo, gracias al media punta Óscar (máximo goleador del Valladolid durante la temporada, con 12 goles en liga), al alemán Patrick Ebert, a Lluís Sastre, a Álvaro Rubio y a Víctor Pérez; jugó casi todos los partidos con un solo delantero centro, Javi Guerra (que tuvo una sequía goleadora, solo anotó un tanto en la primera mitad aunque en la segunda anotó 6) o el capitán de la selección angoleña Manucho (anotó 9 goles, de los que cabe destacar los dos que le marcó al Real Madrid en el Estadio José Zorrilla); el equipo plantó cara a equipos grandes como al Real Madrid al que marcó 3 goles en un partido en el Bernabéu, el tercero lo anotó Luis Sastre de volea desde fuera del área y los otros dos Javi Guerra (que además marcó al Barcelona en el Zorrilla) y Óscar. 
Un partido polémico fue el Valencia-Real Valladolid que en el minuto 92 el Valencia marcó el gol de la victoria (el partido iba 1-1) tras un saque de banda que sacó el Valencia que le correspondía al Real Valladolid (además el saque lo señaló el árbitro para el equipo pucelano); la mayor goleada que recibió el Real Valladolid fue en el Mallorca - Valladolid (4-2), aunque este partido, la FIFA se le dio por perdido meses después al Mallorca por no ceder a Giovanni Dos Santos a la selección de México. El partido donde más goles marcó fue el Real Valladolid - Rayo Vallecano (6-1). Los capitanes del equipo durante esta temporada fueron: Javi Baraja, Álvaro Rubio, Jesús Rueda y Óscar.
Pero la temporada 2013-14, bajo la dirección de Juan Ignacio Martínez, fue desastrosa y eso que conservó la práctica totalidad de la plantilla salvo Balenziaga que volvió de su cesión al Athletic Club. Solo se ganaron 7 partidos en toda la temporada, con dos derrotas en las dos últimas jornadas, con lo que fue decisivo para que se acabara consumando el descenso a la Segunda División del fútbol español. Lo más destacable de la temporada fue la victoria por 1-0 frente al F. C. Barcelona con gol de Fausto Rossi y el empate ante el Real Madrid 1-1 con goles de Osorio y Sergio Ramos. En 8 de los 19 partidos como visitante el equipo recibió la friolera de 4 goles.
Para la nueva etapa en la categoría de plata, el Real Valladolid anunció la llegada de Braulio Vázquez como nuevo director deportivo y Rubi como nuevo entrenador, durante la temporada 2014-15 el equipo fue de más a menos, sin tener una idea clara de juego y finalizando la temporada en quinta posición para posteriormente quedar eliminado en el Play Off de ascenso por la UD Las Palmas tras empatar a 1 en el Estadio José Zorrilla y a 0 en el Estadio de Gran Canaria.
El 23 de julio de 2014 el Real Valladolid salió finalmente del Concurso de Acreedores tras la decisión del juez de desestimar la demanda de uno de los acreedores (Turu Flores).
La temporada 2015-16 no comenzó con buen pie y el 21 de octubre fue destituido el entrenador, Gaizka Garitano y fue sustituido por Miguel Ángel Portugal hasta el 24 de abril de 2016 en el que tras sumar uno de los últimos 15 puntos posibles fue destituido, siendo reemplazado por Alberto López Fernández quien no logró mejorar al equipo pero a falta de 1 jornada consiguió la salvación matemática en segunda división.
La temporada 2016-17 empezó con Paco Herrera como nuevo entrenador y con una plantilla ampliamente remodelada de la cual solo continuaron 3 jugadores de la anterior temporada. La temporada, muy irregular, acabó sin que el equipo consiguiera clasificarse para las eliminatorias de ascenso. En la copa del rey fue eliminado por la Real Sociedad.
La temporada 2017-18 empezó con Luis César Sampedro como entrenador. Justo al inicio Arnaiz fue vendido al FC Barcelona. Tras 34 jornadas y el equipo en el undécimo puesto a tres puntos de las eliminatorias de ascenso, Luis César es sustituido por Sergio González tras una temporada en la que el equipo encaja muchos goles en contra y sufre varias remontadas. El equipo remontó hasta meterse en las eliminatorias de ascenso, y tras superar en semifinales al Real Sporting de Gijón y en la final al C.D. Numancia, con un global de 4 a 1, el 16 de junio de 2018 ascendió a Primera División. Esa temporada el delantero Jaime Mata marcó 35 goles, proclamándose máximo goleador de la categoría.
La temporada 2018-19 empieza con Sergio González como entrenador tras su ascenso.

### Era Ronaldo como máximo accionista (2018-2025)
En el verano de 2018 hubo numerosas ofertas de compra por varios empresarios extranjeros, fructificando finalmente la del exjugador brasileño Ronaldo Nazário, quien fue presentado como máximo accionista y presidente del consejo de administración el 3 de septiembre de 2018 en el salón de recepciones del Ayuntamiento de Valladolid; el anterior presidente, Carlos Suárez, se mantuvo como consejero delegado hasta su renuncia en agosto de 2019.
Cuando fue presentado Ronaldo el equipo llevaba ya jugadas las tres primeras jornadas de la Liga 2018-19 y aunque no consigue marcar ningún gol empata dos de sus tres encuentros gracias a la solidez defensiva. Llegó a ponerse 6.º en la jornada 10, pero a partir de ahí la escasez de goles unida a un empeoramiento de la defensa provocó una mala racha de resultados y en abril volvía a estar en puestos de descenso de manera intermitente. Finalmente mejoró ostensiblemente el rendimiento en las últimas jornadas llegándose a alcanzar la permanencia matemática una jornada antes de que finalizara el campeonato. Calero fue vendido al Espanyol tras su buen rendimiento por 8 millones y variables.
Sergio González continuó como entrenador en la temporada 2019-20. La temporada se interrumpió el 13 de marzo (jornada 27) con el equipo situado 15.º con 29 puntos, cuatro por encima del descenso a falta de 11 jornadas por diputarse por la pandemia de COVID-19 y volvió a disputarse desde mediados de junio hasta mediados de julio, con casi 3 jornadas por semana. Finalmente el equipo se salvó matemáticamente en la antepenúltima jornada y quedó 13.º, el mejor puesto en las últimas 18 temporadas, A lo largo de la temporada el Valladolid nunca ocupó puestos de descenso y aunque el juego del equipo no fue muy vistoso para el espectador si fue efectivo, especialmente la defensa en la que destacó el defensa ghanés del filial Salisu, que en verano fue vendido al Southampton FC por 12 millones de euros (la mayor venta del Valladolid hasta entonces). En enero Ronaldo fichó gratis a su primer jugador mediático, Ben Arfa, quien se fue al acabar la temporada sin apenas haber jugado minutos. 
El 23 de mayo de 2020 se anuncia un principio de acuerdo con el Club Baloncesto Ciudad de Valladolid para la colaboración entre ambas entidades. La fusión supondría que el club de baloncesto pase a ser una sección dentro del Real Valladolid. Entre los cambios variaría los colores del club y el nombre del equipo de baloncesto. El 10 de julio de 2020 los socios del Atlético Tordesillas han acordado que el equipo se convierta en filial del Real Valladolid por una temporada y prorrogable en el tiempo, donde el Atlético Tordesillas seguirá manteniendo su personalidad jurídica y Junta Directiva. El acuerdo supondrá la llegada de canteranos blanquivioletas, un cuerpo técnico completo pagado por el Valladolid, preparar a los entrenadores de las categorías inferiores del Tordesillas, suministro de material deportivo y la presencia de los jardineros del Valladolid para preparar los campos del equipo tordesillano. 
El 3 de agosto de 2020 se firmó el acuerdo de colaboración que tendrá una duración de 3 años con el Club Baloncesto Ciudad de Valladolid. El acuerdo contempla el cambio de nombre del equipo de baloncesto por el de Real Valladolid Baloncesto, el cambio de colores que pasarán a ser blanquivioletas, la integración en la junta directiva del equipo de baloncesto de su director David Espinar. Además la campaña de abonados se harán conjuntas y las peñas de ambos equipos también se han reunido para tratar varios temas. También buscarán la captación de nuevos recursos y patrocinadores, así como en el afianzamiento de las relaciones con las administraciones públicas.
El 21 de agosto de 2020 se rubricó el acuerdo alcanzado el mes de julio con el Atlético Tordesillas convirtiéndose en el segundo equipo filial de la entidad blanquivioleta.
La temporada 2020-21 empezó a disputarse en septiembre en vez de agosto debido al parón provocado por el coronavirus. La RFEF en las normas para la liga 2020-21 obligó a los equipos de Primera División y Segunda División a buscar un estadio alternativo para disputar sus partidos de local por si el COVID-19 se complicara e impidiera disputar partidos en su estadio habitual. Como primera opción el club pensó en el Estadio Nueva Balastera de Palencia siempre que cumpliese con los mínimos exigidos por la LFP. Finalmente la alternativa tenía que estar fuera de su CC.AA por lo que los estadios más posibilidades serán los de Madrid, ya que incluso se valora la opción de intercambiar el estadio alternativo con el equipo con el que se llegara a un acuerdo. Además durante esta temporada se seguirán permitiendo 5 cambios en tres tandas por partido y para evitar problemas como la temporada pasada en Segunda División  se ha diseñado un protocolo sobre terrenos de juego y horarios, alineaciones y número de futbolistas del primer equipo, sobre que pasará si no pueden disputarse uno o más partidos, sobre positivos en un equipo, sobre prohibiciones de sanidad, positivo de entrenadores, tiempo previo y sobre el Playoff de ascenso a Primera, todos ellos ocasionados por posibles problemas derivados por el COVID-19. El 18 de septiembre de 2020 se anunciaron las sedes alternativas en la que jugaría, la primera será Madrid bien en Estadio Santiago Bernabéu según marchen las obras o bien el Estadio Alfredo Di Stéfano de Madrid. La segunda opción será Sevilla en el Estadio Ramón Sánchez-Pizjuán y la tercera opción será Vigo en el Estadio de Balaídos. Por otra parte Valladolid ha sido una de las sedes más solicitadas, siendo elegida como primera sede alternativa por el Real Madrid CF y el Real Celta de Vigo para jugar sus partidos en el Estadio José Zorrilla. El Atlético de Madrid finalmente se decantó por otra sede. El Real Valladolid, además, tuvo otras opciones en la lista, en las que el que el viaje en avión fuese cómodo, caso de Valencia o Málaga.
La temporada 2020-21 fue un completo desastre: hasta la jornada 9 no se consiguió la primera victoria, acabó como rey del empate y con solamente 5 victorias, convirtiéndose en la temporada con menos victorias en 1.ª división; se recibieron goles en 35 de las 38 jornadas ligueras, incluidos los 19 partidos jugados en casa; en la 2.ª vuelta solamente se consiguió 1 victoria, lo que llevó al equipo a descender 3 temporadas después a Segunda División en la última jornada. A pesar de los malos resultados el equipo tuvo opción de salvarse hasta la última jornada, en una de las ligas con el descenso más barato, para lo que tenía que vencer al Atlético de Madrid que finalmente se proclamó campeón de liga y que sus rivales no venciesen, algo que no se dio, descendiendo como penúltimo. Además la afición acusó al club de no tomar decisiones para evitar el descenso, con un Sergio González Soriano que no supo sacar rendimiento a la plantilla a pesar de los múltiples problemas por lesiones y bajas por Covid-19, pero que aguantó en el cargo toda la temporada devolviendo al equipo dónde le recogió.
La temporada 2021-22 fue su 36.ª temporada en la división de plata en la que el objetivo fue recuperar la ilusión de la afición con el equipo tras una de las peores temporadas de la historia del club. 
El 22 de junio de 2021 se anunció el fin del acuerdo de filialidad con el Atlético Tordesillas pese a que ambos clubes estaban de acuerdo con dicho acuerdo, pero el descenso a la categoría de plata del Real Valladolid hace que tenga que recortar gastos, pese a ello ambos clubes seguirán colaborando.

Gráfico del desempeño del Real Valladolid en la liga durante el periodo 1929-2023

Tras un comienzo algo irregular el equipo comenzó el 2022 con una gran defensa, superando el anterior récord de imbatibilidad del equipo, aunque hay puntualizar que el anterior récord se consiguió en Primera División por César Sánchez tras estar 555 minutos sin encajar gol. Estuvo desde el minuto 85 (gol de Julen Guerrero) de la jornada 33 de la temporada 1997-98 al minuto 10 (gol de Predrag Mijatović) jornada 2 de la temporada 1998-99. Finalmente el récord quedó fijado en 646 minutos por Jordi Masip entre el gol de Borja Bastón en el minuto 29 de la jornada 20 y el gol de Bernardo Espinosa en el minuto 45 de la jornada 27. Finalmente logra el ascenso directo tras vencer 3-0 a la S.D.Huesca en la última jornada, a pesar de que dependía de resultados de la U.D. Almería y de la S.D. Eibar, resultados que se dieron tras el empate del equipo andaluz en el estadio Butarque y la sorprendente derrota del equipo armero contra la A.D. Alcorcón que se encontraba descendida desde hace varías jornadas y aun así terminó como colista de la división de plata. El Pucela acabó la temporada como subcampeón, como el equipo más goleador con 71 goles, gracias a los 20 goles del israelí Shon Weissman. Además logró el récord como equipo que menos jornadas ha necesitado estar en ascenso directo para ascender con 5 jornadas en total.
La temporada 2022-23 empezó con Pacheta como entrenador tras su ascenso y fichajes como la vuelta del canterano Sergio Asenjo o el vallisoletano Sergio Escudero y con 22 250 abonados, récord del club. La temporada fue muy irregular, enlazando rachas de resultados positivas con otras negativas, y además recibiendo varios goles en los últimos minutos de los partidos. El equipo llegó al parón por el Mundial de Qatar fuera del descenso. En el mercado invernal vinieron Darwin Machís, Selim Amallah, Martin Hongla y Cyle Larin con la intención de subir el nivel del equipo, pero las lesiones de los dos primeros no les permitieron formar parte del equipo, algo que si lograron los dos últimos sobre todo Larin que acabó como pichichi del equipo con 8 goles. Finalmente, en la jornada 28 tras encajar 6 goles en el Bernabeu, Pacheta fue destituido y Paulo Pezzolano se convirtió en el nuevo entrador del equipo. Sin embargo no logró revertir la tendencia irregular del equipo a pesar de comenzar consiguiendo 7 puntos en sus primeras 3 jornadas, pero en la última jornada jugando en casa contra el Getafe el Valladolid volvió a descender, acumulando 5 descensos en los últimos 20 años, siendo el equipo con más descenso en el siglo XXI.
Al día siguiente, el presidente Ronaldo confirmó a Pezzolano como el entrenador para la temporada 2023-24. A 11 días del inicio de la liga despiden a Fran Sánchez, al que sustituyé Domingo Catoira como director deportivo. La afición ante tal panorama, la mala fama del nuevo director deportivo ya que acaba de bajar con el R. C. D. Espanyol y viendo el desmantelamiento del equipo no pudo más que comenzar el Trofeo Ciudad de Valladolid con una tremenda pitada a la directiva y los ya habituales cánticos contra Ronaldo de "Ronaldo vete ya", quedando claro el malestar de la afición pucelana con el presidente del club por las últimas decisiones tomadas. El equipo disponía en el momento del partido con 15 jugadores a falta de que salieran del equipo jugadores clave como Selim Amallah y Cyle Larin.
El mercado se cerró de forma decepcionante el 1 de septiembre, a pesar de los 21 849 abonados, récord del club en segunda división, con la única incorporación del delantero Sylla cuando la afición esperaba varios fichajes y que además fueran de nivel para poder revertir el mal comienzo de temporada que comenzó con una victoria en la primera jornada pero en los tres siguientes partidos cayó derrotado y además sin lograr marcar ningún gol. La afición cada vez sigue más molesta con la directiva, porque a los fichajes de los jugadores brasileños como John Victor, con pocos partidos a sus espaldas, el fichaje de Gustavo Henrique, un jugador de 30 años por el que en redes sociales hay mofas de la afición turca hacía el jugador y de Marcos André jugador por el que se pagan 1 800 000 € por el 50 % de sus derechos a pesar de que el club dice que apenas hay liquidez y que lleva prácticamente dos años sin jugar con regularidad la afición ve que tras recaudar 30 850 000 € en ventas, no ha habido una buena planificación y ve el futuro de entidad negro a pesar de ser un histórico de la liga.
La primera vuelta terminó en diciembre en cuarto puesto que da acceso al play-off pero con una bajada de rendimiento considerable. El 2024 comenzó con la marcha de John Victor al Santos F. C. que posteriormente traspasó al Botafogo F. R.. La salida del jugador mosqueó más a la afición porque fue anunciado antes su fichaje al Botafogo F. R. que su salida por el club. El primer partido del año comenzó con nueva derrota en el El Plantío por la minima en el derby regional. La primera alta fue el canterano del Valencia C. F. César Tárrega que llegó cedido con ficha del filial hasta final de temporada que llegaba como sustituto de Gustavo Henrique que se marchó gratis al S. C. Corinthians Paulista. El equipo brasileño se quedó con el 70% de sus derechos, perteneciendo el 30% restante al Real Valladolid. que se oficializó de nuevo antes en el equipo brasileño que en el pucelano lo que aumentaba el malestar de la afición con el club. Entre el alta y la baja de los defensas el equipo empató en Elche a 0, siendo el cuarto partido consecutivo sin hacer gol. La afición seguía esperando fichajes pero antes necesitaba liberar masa salarial ya que en verano lo sobrepasó en un 40% y una vez que se hizo oficial la salida de Gustavo Henrique al día siguiente llegó también como cedido con opción de compra en caso de ascenso el prometedor extremo croata Stipe Biuk. Al día siguiente se rompió la cesión hasta final de temporada con Joni Montiel que no logró cuajar en el equipo a pesar de lo mucho que se esperaba de él. El 29 de enero después llegó André Ferreira para volver a tener dos porteros del primer equipo en plantilla. A la espera de más salidas en la tercera jornada de la segunda vuelta se produjo la primera victoria con un claro 3-1 al Racing de Santander. El día 31 salió cedido Tunde Akinsola en busca de minutos y el 1 de febrero llegaron Amath Ndiaye que jugó en las categorías inferiores del Real Valladolid y Lucas Oliveira, jugador que fue clave con Paulo Pezzolano para el ascenso a la serie A con el Cruzeiro E. C.. Ambos llegaron como cedidos pero en caso de Amath con opción de compra en caso de ascenso. El 3 de febrero empató en casa del líder a 0 y el día 8 se hizo oficial la llegada de Álvaro Negredo que se encontraba sin equipo tras rescindir contrato con el Cádiz C. F.. El 26 de mayo de 2024 en la 41ª jornada consiguió su décimo ascenso a primera división tras vencer en un agónico partido al Villarreal C. F "B" por 3-2. A pesar de que se enfrentaban el peor equipo visitante y el mejor equipo local el partido no se decidió hasta el minuto 97 en el que Sylla transformaba un penalti en el minuto 97. Para ponerle más épica fue el primer penalti transformado en gol del equipo, ya que lo tres anteriores les fallaron. Y no solo bastaba con la victoria, además debía perder la S. D. Eibar en Gijón, resultado que se dio también y encima se colocó como líder de la categoría tras empatar el C. D. Leganés en Ferrol a 2. Finalmente subío como segundo clasificado tras perder en la última jornada en Tenerife y ganar su partido el C. D. Leganés.
La temporada 2024-25 comenzó de manera decepcionante a pesar de volver al antiguo escudo y de lograr 24 000 abonados, récord del club. En el mercado de fichajes no vino ningún fichaje que ilusionara a la afición porque según la directiva con las opciones de comprar por lograr el ascenso a primera división de jugadores que no tienen nivel para la categoría no había dinero para traer jugadores y se completó la plantilla con jugadores cedidos. Además en la plantilla no había ningún lateral izquierdo y para finalizar se vendió el último día de mercado al mejor defensa de la la plantilla Enzo Boyomo a C. A. Osasuna para poder fichar por el 50 % de la propiedad a Juanmi Latasa para poder cumplir con el fair-play financiero. Posteriormente el director deportivo Domingo Catoira afirmó que la venta no computaba para este mercado lo que hizo que la afición se encendiese más contra el club porque no creía entonces que fuera la necesaria de Boyomo y se preguntó entonces que dónde estaban los más de 30 000 000 € que sacó en ventas el club la temporada pasada que según lo dicho por el director deportivo sí que computaban para este mercado. Todo esto hizo que fuera aumentando la crispación contra la directiva que fue en aumento por el pésimo rendimiento del equipo que en 15 jornadas se encontraba colista de la categoría con sólo 9 puntos y siendo el equipo más goleado de la categoría. Tras la 15ª jornada y después de ser goleado 0-5 por el Club Atlético de Madrid fue destituido Paulo Pezzolano, algo pedido por la afición desde la anterior temporada. Se fichó a Diego Cocca, sin embargo los resultados siguieron sin mejorar, haciendo el ridículo en Copa del Rey ante el Ourense CF de Primera Federación, perdiendo 3-2 y eliminado de la competición y en apenas 2 meses en el cargo fue cesado y sustituido de nuevo por Álvaro Rubio, que comenzó con una humillante derrota por 7-1 ante el Athletic Club, en la siguiente jornada sumarían un único punto en la segunda vuelta tras empatar 1-1 frente a U.D. Las Palmas en Zorrilla, y a partir de aquí, el equipó decayó, perdiendo por goleadas humillantes y derrotas consecutivas, hasta que el 24 de abril de 2025 a falta de 5 jornadas para el final, firma su descenso matemático a Segunda División tras perder 5-1 ante el Real Betis en una temporada en la que el equipó pucelano batió récords negativos y problemas con jugadores y directiva. El equipó firmó la segunda peor temporada en la historia de La Primera División de España desde que se inauguraron 3 puntos por partido, con 16 puntos, solo superado por el Sporting de Gijón en la temporada 1997-98 que solo hizo 13, es el equipo mas derrotado consecutivamente, con 12, y el equipo que más derrotas ha sufrido en una temporada, con 30, superando al equipo asturiano que obtuvo 29 derrotas.
El 16 de mayo de 2025 se anunció la venta del equipo a un grupo norteamericano.

### Grupo Ignite (2025-presente)
El 25 de junio de 2025 se firmó la venta del club a los grupos Ignite y Ben Oldman, cuya cabeza visible es Gabriel Solares, antiguo propietario del club mexicano Querétaro Fútbol Club.

## Símbolos

### Historia y evolución del escudo[133]

Escudo de Valladolid. El escudo del club y el de la ciudad guardaban numerosas similitudes.

El escudo del club tiene una gran similitud con el de su ciudad, Valladolid. Dicho emblema nació en 1928, junto con el propio club, y consta de una corona real cerrada, distintivo del "Real" del club y heredado de la Real Unión Deportiva; de cinco llamas, presentes en el escudo de Valladolid; cinco castillos, distintivo de Castilla; y seis franjas blanquivioletas, colores del club.
Este emblema original ha sufrido pequeños retoques a lo largo de la historia del club. En 1962, el ayuntamiento de Valladolid permitió la incorporación de la Cruz Laureada de San Fernando, que se había otorgado al municipio en 1939, y, además, se añadió una franja roja con cinco castillos al escudo. Posteriormente, se cambiaron las iniciales VD (Real Valladolid Deportivo o Club Valladolid Deportivo) a RV (Real Valladolid), que figuran en un redondel en el centro del escudo.

#### Primer escudo (1928 - 1931)
Nació en el año 1928, que es cuando se fundó el Real Valladolid. En él se pueden observar las cinco llamas en referencia al incendio que hubo en la ciudad en el año 1561, también tiene franjas verticales blancas y violetas, una corona monárquica como símbolo de distinción, y en representación de la realeza española por el título de «Real», título otorgado por el Rey de España Alfonso XIII de Borbón también a otros equipos anteriormente y en el centro del escudo están las iniciales "V" y "D" de Valladolid Deportivo dentro de un círculo.

#### Segundo escudo (1931 - 1940)
Con la llegada de la Segunda República española el club perdió la condición de "Real" en la denominación y a consecuencia de ello perdió la corona en el escudo.

#### Tercer escudo (1940 - 1948)
El Real Valladolid recupera el escudo de su fundación.

#### Cuarto escudo (1948 - 1954)
Cambió la tipografía de las siglas "V" y "D" de Valladolid Deportivo, que están dentro de un círculo en las franjas blanquivioletas.

#### Quinto escudo (1954 - 1962)
Se cambió el borde del escudo de color negro a color dorado, se redondeó la forma y se añadieron más detalles en la corona. 

#### Sexto escudo (1962 - 1970)
El Real Valladolid solicita al ayuntamiento poder incorporar al escudo la Cruz Laureada de San Fernando, propuesta que es aceptada. Alrededor de las llamas se añade una franja en la que se añaden cinco castillos en homenaje al Reino de Castilla y se vuelve a retocar la corona, detallándola más.

#### Séptimo escudo (1970 - 1998)
Desaparece el círculo con las siglas "V" y "D" de Valladolid Deportivo en la parte de las franjas blanquivioletas.

#### Octavo escudo (1998 - 2022)
Vuelve el círculo dentro de las franjas blanquivioletas pero esta vez con las siglas "R" y "V" de Real Valladolid.

#### Noveno escudo (2022 - 2024)
El 20 de junio de 2022, en el 94 aniversario el club decidió cambiar el escudo tras 3 años en los que se estudió la historia del Real Valladolid incluyendo fotos, equipaciones antiguas a través de una agencia de estrategia y creatividad especializada en evolucionar marcas., pero este escudo nació con polémica ya que la mayoría de aficionados decían que este logo no representaba al Real Valladolid. Según el club el nuevo escudo se basa en el de la fundación del club en 1928, en el que destacan los colores blanquivioletas, las llamas en los colores rojo y amarillo y la corona, además de eliminar la Cruz Laureada de San Fernando del escudo. También cambia la "V" siendo más parecida al primer escudo de la historia del club. En resumen el los propietarios buscaron simplificar el escudo en colores y en la forma. Este escudo estuvo vigente las temporadas 2022-23 y 2023-24.

#### Décimo escudo (2024 - )
El 27 de noviembre de 2023 el Real Valladolid anunció una consulta vinculante entre el 30 de noviembre y el 1 de diciembre para que los 21 949 abonados con derecho a voto elijan si quieren mantener el escudo actual o volver al anterior. Los abonados deberán estar registrados en la web del club y la votación será telemática. La pregunta elegida fue "¿Ves imprescindible volver al escudo antiguo?". Para volver al anterior escudo debería haber mayoría absoluta, es decir 10 976 personas deberían votar "SÍ" para cambiarlo a partir de la temporada 2024-25.
El 29 de noviembre de 2023 el club decide aplazar la votación debido a las críticas recibidas porque los aficionados consideran que la mayoría debe ser simple para que se vuelva a anterior escudo y no absoluta como proponía el club.
El 12 de diciembre de 2023 el club tras acordar con el comité consultivo del aficionado y la federación de peñas se anuncia que la decisión será por mayoría simple pero debe tener una participación mínima del 50% del censo de abonados registrados en la web del club. Los abonados se podrán registrar hasta las 23:59 del 15 de diciembre. La votación será del 16 al 18 de diciembre y será solo de manera telemática. La pregunta fue "¿Quieres volver al escudo anterior?”. Solo se pudo responder “SÍ” o “NO.
El 16 de diciembre de 2023 desde las 10:00 se puso en marcha la votación y durará hasta el día 18 a las 14:00. Podrán votar los 20 213 abonados registrados ante notario en la web, por lo que harán falta 10 107 abonados siempre que se supere el 50% de participación mínima exigido.
El 18 de diciembre de 2023 se hizo oficial la votación. Votaron 13 471 personas que correspondía al 67% de los abonados registrados en la web del club y de ellos 11 875, el equivalente al 59% de abonados votaron volver al escudo anterior y 1 596, el equivalente al 8% de abonados votaron por mantener el escudo que se implantó en 2022. El resultado final es la vuelta al escudo usado entre 1998 y 2022 y se hará efectivo el cambio a partir del 1 de julio de 2024.

### Himno
A lo largo de su historia, el club ha tenido dos himnos que conviven en la actualidad: Banderas blancas y violetas, creado en 1982 por Manuel González Trujillo y Antonio Gómez Aranega y conocido como el Himno Antiguo; y el más nuevo que se compuso en 1995, por el grupo Tahona (Miguel Ángel Rivera y José Luis Gómez).

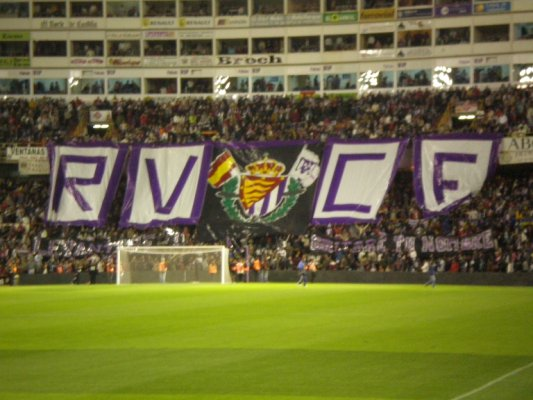
Pancarta con el escudo y las iniciales del club en el Fondo Norte del Estadio José Zorrilla en los instantes previos a la disputa de un partido.

### Mascota
La primera mascota del club vallisoletano, nacida el 29 de noviembre de 1998, fue llamada Pucelo, en clara alusión a uno de los nombres de la ciudad de Valladolid. Pucelo era una almena de un castillo, símbolo de Castilla, que vestía los colores del club (blanco y violeta). Participaba en la animación en el estadio y apareció en numerosos objetos comerciales del club blanquivioleta.
El 3 de julio de 2009 el club vallisoletano anunció su nueva mascota, llamada Pepe Zorrillo, que fue presentada en el mismo partido en el que Pucelo se retiró: en el XXXVII Trofeo Ciudad de Valladolid frente al Villarreal C. F. Se trata de un zorro vestido de caballero con los colores del club en su capa y su escudo. Su nombre hace clara alusión al escritor vallisoletano José Zorrilla, que da su nombre al Estadio.

## Afición
El Real Valladolid cuenta con más de 22 000 abonados en la temporada 2019-20, siendo el récord actual. Los aficionados del equipo suelen ser conocidos como pucelanos, aunque esa denominación es extensible a todos los habitantes de la ciudad. En la Federación de Peñas del Real Valladolid hay inscritas un total de 43 peñas, todas con sede en la ciudad o la provincia de Valladolid, a excepción de las peñas de Barcelona, Madrid y Fresneda de Cuéllar (Segovia).
Cabe destacar que el club batió en la temporada 2009-10 su récord de abonados, llegando a más de 18 600. En la temporada 2018-19 el club volvió a batir este récord alcanzando el tope fijado por el club de 20 000 abonados, lo cual obligó a crear una lista de espera para las personas que deseasen abonarse.
El Real Valladolid, actualmente dispone de una zona de animación, denominada Fondo Norte 1928, y que cuenta con las peñas Komando Violeta, Dando Guerra, Infierno de Zorrilla, Peña Mendilibar, Piratas de Pucela, Tiburones del Pisuerga y Peña Marcos Fernández. 

En la temporada 2019-20 el club volvió a batir el récord de abonados, alcanzando la cifra de 22 212 .

## Indumentaria

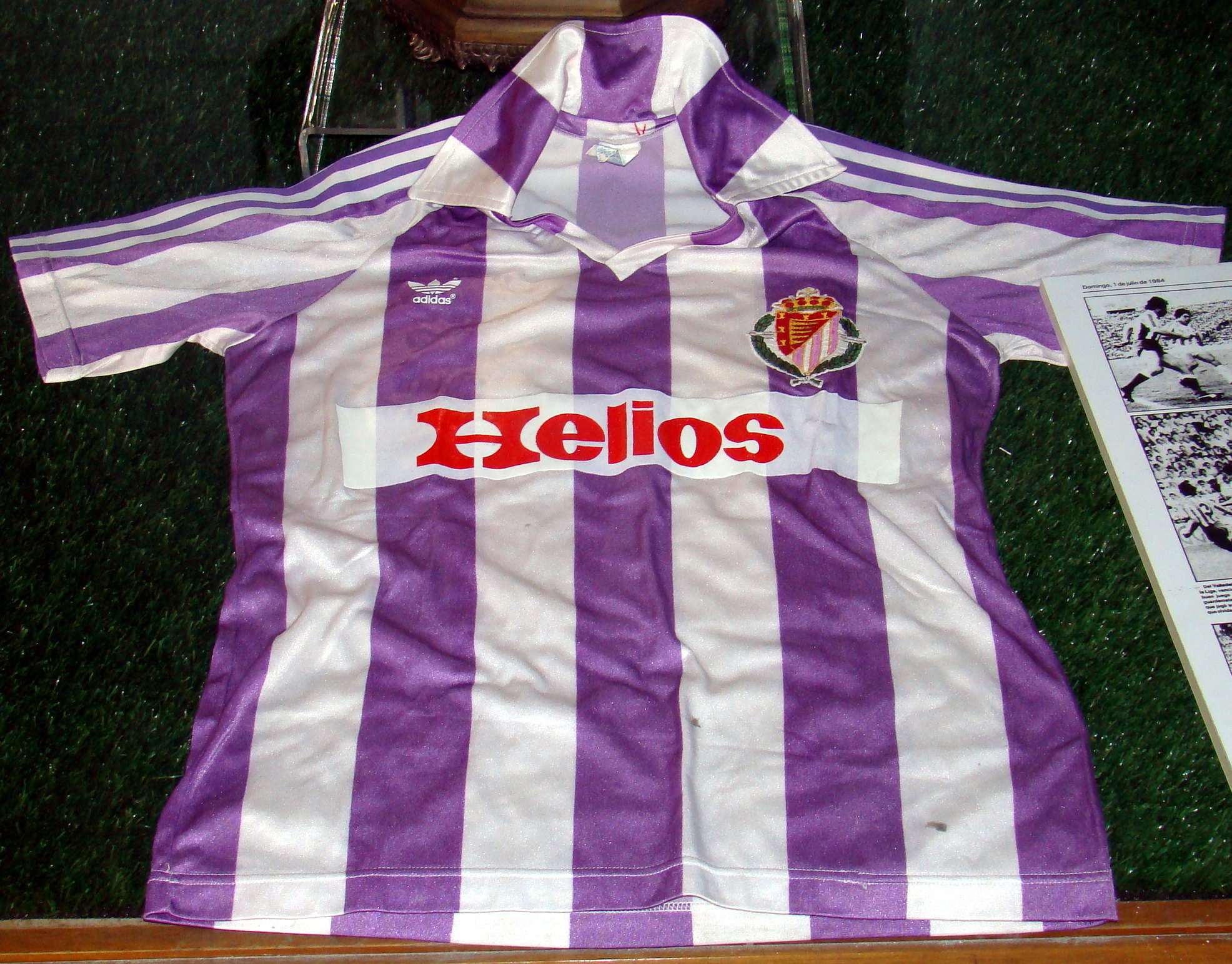
Camiseta de la temporada 1983-84, fecha de su único trofeo oficial (Copa de la Liga 1984).

Notas:  Camisetas Real Valladolid Club de Fútbol 
Desde su fundación, el Real Valladolid ha mantenido siempre el uniforme titular definido el 22 de abril de 1928, día en el que también se acordaron el escudo y el estadio del club. El uniforme titular blanquivioleta se ha mantenido con mínimos cambios en su diseño hasta hoy. Ese día, se decidió descartar los colores de los clubes constituyentes, azul del Club Deportivo Español y rojo del Real Unión Deportiva, para evitar controversias, acordándose el siguiente uniforme: camisa o jersey con listas verticales violetas y blancas y pantalón blanco. Las medias fueron de color negro hasta el año 1954 que pasan a ser de color blanco.
El Real Valladolid ha utilizado preferentemente el violeta para su uniforme alternativo, junto con el rojo, que también es uno de los colores históricos de la segunda equipación del club. También se han utilizado varios diseños sin tradición histórica, como el realizado por Kelme para la temporada 1997-98, que contaba con rayas negras y violetas, y que fue recuperado como segunda equipación para la temporada 2009-10, cambiando el color de los pantalones y las medias de violeta a negro. En la 2014-15 utilizó de segunda equipación una camiseta de color verde con detalles verde lima. En la temporada 2020-21 usará un diseño novedoso en la historia que será la mitad de la camiseta de color morado y la otra mitad de color rosa con detalles morados. 
El uso del tercer uniforme por el conjunto pucelano ha sido una novedad de las últimas temporadas. Algunos de los colores utilizados han sido el amarillo, el gris o el negro. En alguna ocasión, el violeta de la segunda equipación fue trasladado a la tercera, como en la campaña 2009-10.
En algunos momentos de su historia, el club ha lanzado varias camisetas conmemorativas que, si bien no han llegado a utilizarse durante ningún partido oficial, sí han sido llevadas por algunos jugadores y aficionados, como la que celebraba el 75º aniversario del club, de color blanco y con los nombres en violeta de todos sus abonados; o la del ascenso en la temporada 2006-07, de color morado y en la que estaban escritos con letras blancas y formando las letras "1.ª" los nombres de los jugadores de la plantilla de aquel año.
En la Copa del Rey 1999-2000 el R. Valladolid vistió en Irún frente al Real Unión Club una camiseta violeta con rayas horizontales amarillas simulando ser llamas. Además durante las eliminatorias de ascenso a Primera División en la temporada 2010-11 se ofertó a los abonados y público en general una camiseta de apoyo con el lema #yonoaflojo. En la temporada 2011-12 y ante la imposibilidad de jugar con sus dos equipaciones existentes ante el Fútbol Club Cartagena el día 26 de noviembre de 2011, el club dio la posibilidad a sus aficionados a través de su página de Facebook oficial de elegir el color de la camiseta que se luciría en Cartagena. Tras una votación con una gran participación cercana a los 3000 votos en menos de una semana, los aficionados eligieron por mayoría absoluta el color rosa, los otros colores a elegir eran el verde y el azul tanto claro como oscuro. Esta camiseta se lució en Cartagena y tuvo el lema Mucho x vivir para la lucha contra el cáncer de mama. El 22 de diciembre de 2013, en el partido disputado frente al RCD Español, el Real Valladolid volvió a jugar con camiseta de color rosa, en esta ocasión de marca Hummel en lugar de Kappa, en apoyo de nuevo a la lucha contra el cáncer de mama.
Durante la temporada 2012-13 en el partido disputado el Estadio Santiago Bernabéu contra el Real Madrid lució una camiseta especial en apoyo a la Candidatura de Madrid a los Juegos Olímpicos de 2020. La camiseta era a rayas negra y violeta, con los dorsales de color naranja.
El 24 de septiembre de 2023 tuvo que disputar su partido en el estadio Carlos Tartiere contra el Real Oviedo con una cuarta equipación ya que el C.T.A. considera que las tres equipaciones del equipo pucelano tienen como color predominante el violeta y considera que son similares a la primera equipación del equipo asturiano a pesar de haber disputado otras temporadas los partidos con la primera equipación, sustituyendo el pantalón blanco por uno violeta. Sin ir más lejos el Promesas disputó su partido de Segunda Federación contra el Real Oviedo Vetusta la semana anterior con la equipación antes descrita sin ningun tipo de problema. La cuarta equipación fue camiseta y medias amarillas, y con pantalón violeta de la segunda equipación.
| Primero | (Ver evolución) | Actual |

## Infraestructura

### Estadio

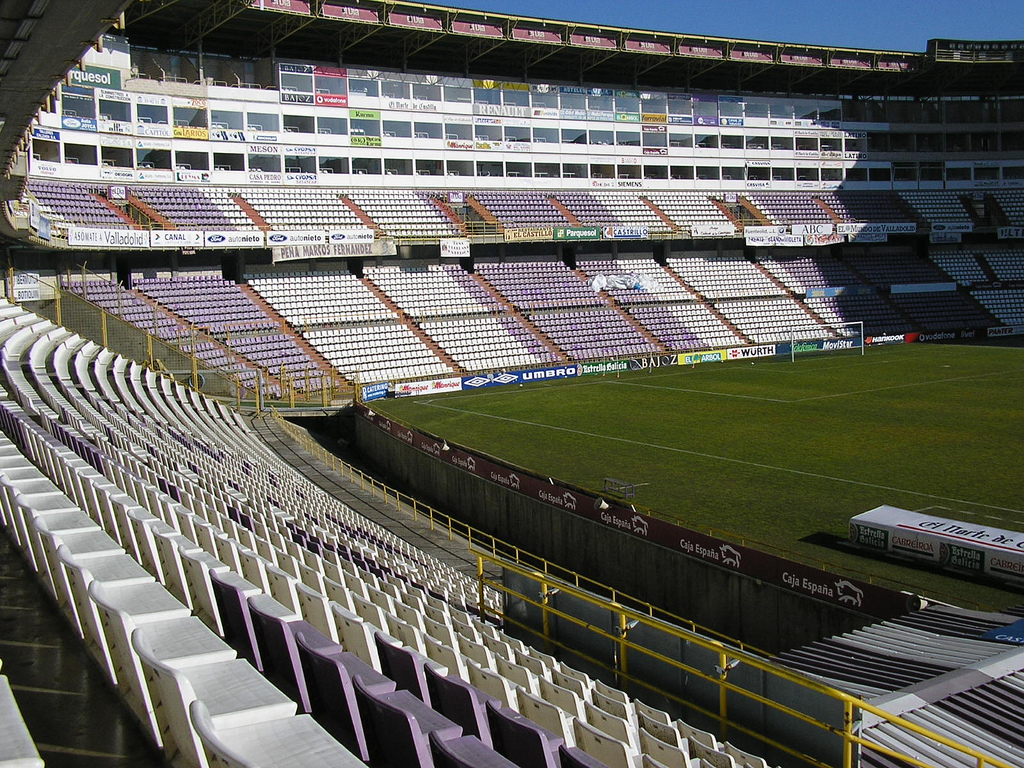
Vista interior del Estadio José Zorrilla (antes de la reforma), estadio del Real Valladolid desde 1982.

El Real Valladolid juega como local en el Estadio José Zorrilla, propiedad del Ayuntamiento de Valladolid. El estadio fue inaugurado el 20 de febrero de 1982 con un partido entre el Real Valladolid y el Athletic Club, con victoria local por 1-0 . Jorge Alonso fue el autor del primer gol en el actual templo blanquivioleta.
El 13 de abril de 1982, el nuevo estadio acogió la final de la Copa del Rey de la temporada 1981-82 entre el Real Madrid y el Real Sporting de Gijón, con victoria para los merengues por 2-1. El estadio estaba a rebosar, con las 30 000 localidades completas, y el gran frío de aquella noche propició que el estadio recibiera el calificativo de «Estadio de la pulmonía».
Dos meses después llegaría la Copa Mundial de Fútbol de 1982, la cita para la cual fue construido el estadio, siendo el único recinto de España expresamente construido para albergar partidos de esa competición.
El Nuevo Zorrilla, junto al estadio de San Mamés de Bilbao, fue la sede del Grupo D (encabezado por la selección de Inglaterra), jugando las selecciones de Francia, Checoslovaquia y Kuwait un total de tres partidos en Valladolid. Mientras que los ingleses disputaban sus tres partidos en Bilbao.
En 1986 aumenta la capacidad de estadio a 33 000 espectadores tras la construcción de la tribuna norte y los palcos vips.
Asimismo, el Nuevo Zorrilla ha sido escenario de tres encuentros de la selección española consiguiendo la victoria en los tres. El primero de ellos fue un amistoso en 1992 frente a Estados Unidos. Hasta 1998 no volvería la selección española está vez para un encuentro oficial de Clasificación Mundial 1998 contra la República Checa. El tercer y último partido de la selección española en Valladolid fue un amistoso en 2006 contra Costa de Marfil.

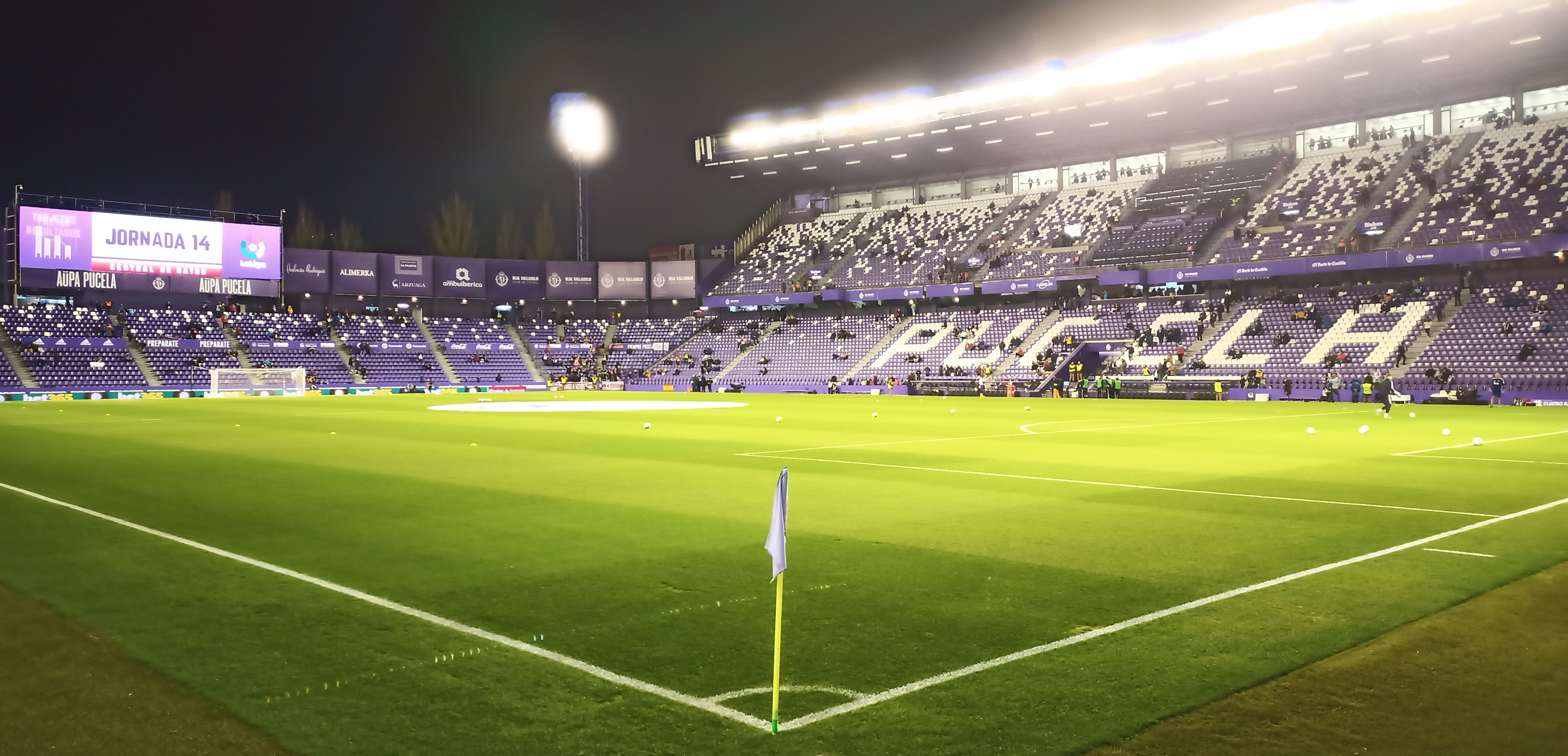
Vista interior del Estadio José Zorrilla, 2019

Fue también el primer estadio español que se adaptó a la normativa FIFA sobre estadios y el primero en incorporar sistemas de calefacción en las gradas.
En el Nuevo Estadio José Zorrilla se han celebrado también dos finales de Copa del Rey de Rugby y una final de liga del mismo deporte, los años 2016 y 2017, y 2018, respectivamente.
La capacidad del estadio quedó para albergar a 26 512 espectadores, cifra establecida tras la colocación de butacas en todo su recinto en 1995, para cumplir así con las normas de la FIFA.
En 2009, una nueva reforma en el palco provocó la pérdida de 270 plazas. El nuevo aforo quedó establecido en 26 252 localidades.
En 2019 empieza una nueva reforma en la que se eliminará el foso, bajando el césped, haciendo que se aumente la capacidad del estadio en 1366 espectadores, por lo que la capacidad será de 27 618 espectadores. Los banquillos se integrarán en la grada como es habitual en los campos ingleses. En julio de ese año, el Ayuntamiento tasa en 12,9 millones de euros el precio de venta del estadio incluyendo todas las instalaciones y los anexos, comunicándose esta tasación a la directiva vallisoletana para que analizara la posibilidad de la compra del recinto, pero el presidente del club califica la tasación de sobrevalorada.
En el verano de 2024 empiezan a realizar un cambio de pinturas y vinilos en la fachada exterior, para dar un aspecto mucho más colorido y novedoso al Nuevo Estadio José Zorrilla.

### Recintos históricos

#### Estadio de la Sociedad Taurina
Desde su fundación en 1928 hasta 1940, el club disputó sus partidos como local en el Estadio de la Sociedad Taurina, junto a la Plaza de Toros, que había acogido hasta entonces los encuentros del Real Unión Deportiva. Se trataba de un estadio de reducidas dimensiones, con capacidad para 4000 espectadores.

#### El Viejo Zorrilla
El 3 de noviembre de 1940 se inauguró el nuevo Estadio Municipal, que contaba con capacidad para 10 000 espectadores. Fue construido en apenas nueve meses en unos terrenos situados también cerca de la Plaza de Toros, en la margen izquierda del Pisuerga, en pleno Paseo de Zorrilla vallisoletano, lo que a la postre hizo que en 1951 el recinto fuera denominado Estadio Municipal José Zorrilla.
Con el paso de los años, la masa social de abonados y aficionados del club creció, con lo que las instalaciones disponibles resultaban cada vez más insuficientes, pese a que el aforo inicial se había duplicado y llegó a alcanzar la cifra de 22 000 personas.
El último partido del Real Valladolid en el Viejo Zorrilla se disputó el 7 de febrero de 1982, imponiéndose el cuadro local al Club Atlético Osasuna por 2-0 en partido de Liga. El estadio continuó siendo usado para partidos de las categorías inferiores del Real Valladolid, especialmente el Real Valladolid Promesas, hasta su demolición en 1984. Sus terrenos fueron ocupados por el Parque Juan de Austria y el Centro Comercial de El Corte Inglés.

### Instalaciones deportivas y anexas

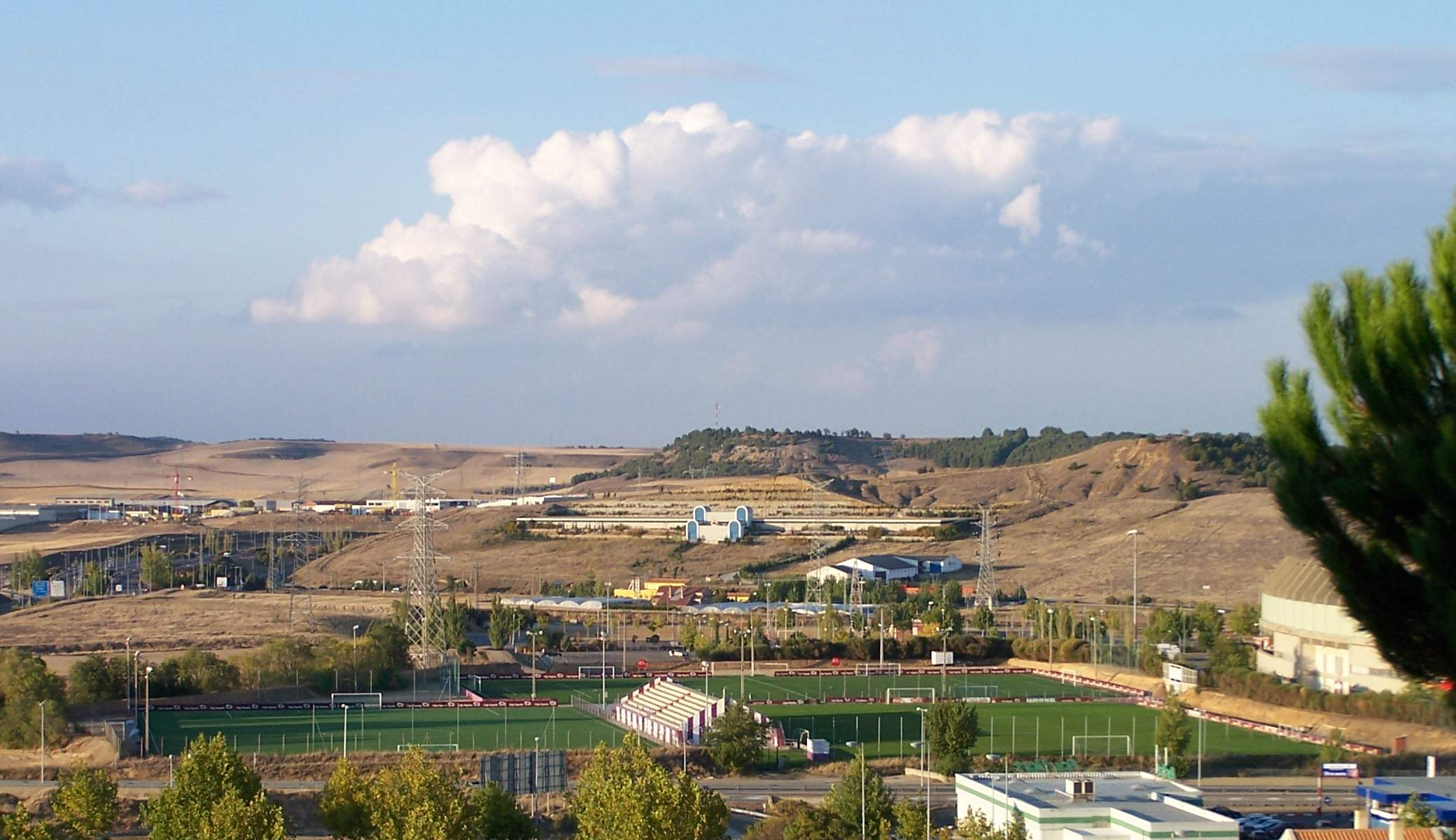
Vista de los Campos Anexos del Real Valladolid. (Antes de la remodelación)

Junto al Estadio José Zorrilla, se sitúan desde su inauguración en la temporada temporada 1988/89 los campos anexos, denominación dada por la proximidad de ambas instalaciones, separadas por unos 20 metros de paso peatonal. Los campos anexos, albergan 3 campos: 
- Campo n.º 1 es de hierba natural que sirve de escenario a los entrenamientos del primer equipo y disputal del partidos del Real Valladolid Promesas.
- Campo n.º 2 es de hierba artificial, donde se entrenan y disputan sus partidos los equipos de categorías inferiores.
- Campo n.º 3 es de hierba natural en el que entrena el primer equipo.[171]
- Campo n.º 4 es de hierba artificial en el que se centraliza la actividad de los equipos de Fútbol-11 y Fútbol-7

En abril de 2020 se ejecutaron las obras en las que se instaló una cubierta en la grada principal (entre los campos n.º 1 y n.º 2) para proteger de las inclemencias meteorológicas a los asistentes. Además se colocaron butacas de color violeta y en las de color blanco se pueden ver las iniciales del club y su año de fundación "RVCF 1928". La capacidad es de 741 espectadores en cada grada.
Esta prevista la ampliación de los campos anexos con la instalación de césped natural en todos los campos y la construcción de una Ciudad Deportiva en el Pinar de Jalón. El objetivo del club es empezar las obras antes de que se acabe la temporada aunque todavía esté, a día de hoy, en fase de estudio ya que el Ayuntamiento ha dado luz verde al proyecto pero no a su ejecución. La idea es construir nueve campos, tres de césped natural y seis de césped artificial con sus respectivas gradas y con su propio aparcamiento. El club está a la espera de que se tome una decisión, ya que le gustaría contar con estas nuevas instalaciones deportivas cuanto antes. El 13 de julio de 2020 anunció que el campo n.º 3 de césped artificial sería sustituido por una pradera de 10 000 metros cuadrados de hierba natural. El 25 de agosto de 2020 el club confirmó la ampliación de los Anexos con la construcción de un cuarto campo de fútbol que será de césped artificial fuera del recinto actual, hacia la parte norte, enfrente del aparcamiento y de donde se desarrollaba la fan zone. Esta ampliación permitirá que todos los equipos de la cantera puedan seguir jugando en los Anexos hasta que la Ciudad Deportiva este construida.

## Datos del club

### Denominaciones

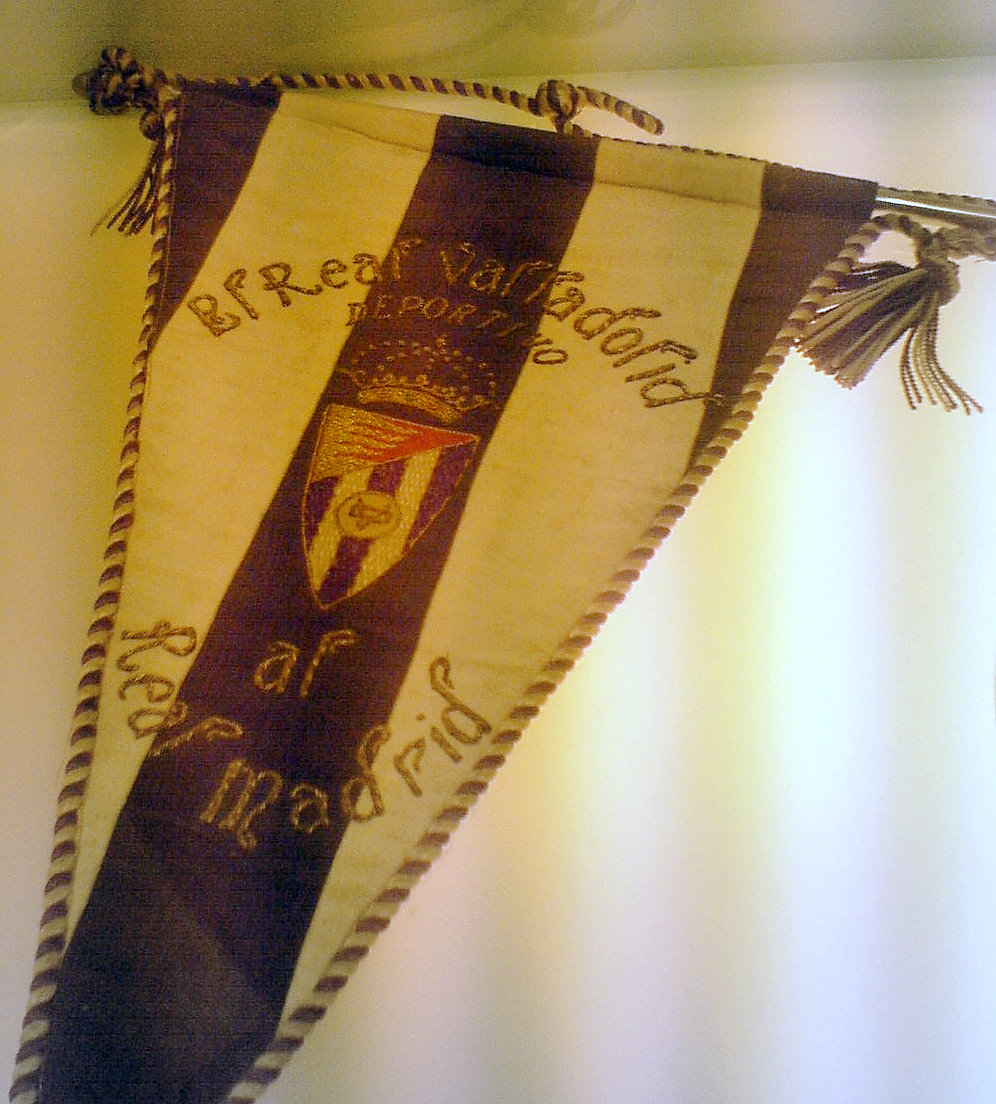
Banderín de 1956 con el escudo y la denominación de aquel entonces. Bordado, aparece: "El Real Valladolid Deportivo al Real Madrid.".

La denominación más duradera del equipo fue la de Real Valladolid Deportivo, mantenida desde su creación en 1928 hasta su conversión en sociedad anónima deportiva en 1992, excepto en el periodo 1931-1939 (Segunda República y Guerra Civil) en el que se eliminó la palabra "Real" y su nombre fue Club Valladolid Deportivo. La denominación de la S. A. D., inicialmente Real Valladolid S. A. D., fue cambiada el 29 de junio de 1998 por la junta de accionistas a la actual, Real Valladolid Club de Fútbol, S. A. D.
- Real Valladolid Deportivo: (1928-31) Nombre oficial en su fundación adoptando el título de "Real" otorgado por el monarca Alfonso XIII de Borbón, anteponiéndose al nombre del club igual que otros clubes anteriormente.
- Club Valladolid Deportivo: (1931-39) Se proclama la Segunda República Española por lo que todo símbolo o alusión monárquica es eliminado.
- Real Valladolid Deportivo: (1941-92) Tras la instauración del Estado Español se produce una castellanización de los anglicismos y son restauradas las alusiones monárquicas.
- Real Valladolid S. A. D.: (1992-98) Conversión de la entidad en una Sociedad anónima deportiva (S. A. D.).[177]
- Real Valladolid Club de Fútbol, S. A. D.: (1998-Act.) Se añade a la denominación Club de fútbol (C.F.)

### Datos
- Dirección oficinas: Av. del Mundial 82, s/n (Estadio José Zorrilla)
- Oficina en Madrid: Calle Serrano, 6
- Dirección tienda oficial: C/ Héroes de Alcántara, 6, y puestos oficiales habilitados en el Estadio José Zorrilla
- Abonados (temporada 2024-25): 24 000 abonados, récord del club en primera división [128]
  - 21 849 abonados, récord del club en segunda división [119]
- Presupuesto (temporada 2019-20): 55,4 millones de euros[147]
- Temporadas en Primera División: 47
- Temporadas en Segunda División: 39 (Actualidad)
- Temporadas en Tercera División: 9
- Temporadas sin competir (Guerra Civil Española): 3
- Temporadas en Copa del Rey: 88 (Actualidad)
- Temporadas en Recopa de Europa de la UEFA: 1
- Temporadas en Liga de Europa de la UEFA: 2
- Puesto actual en la Clasificación histórica de 1ª División de España: 13
- Puesto actual en la Clasificación histórica de 2ª División de España: 10
- Puesto actual en la Clasificación histórica de 3ª División de España: 876
- Puesto actual en la Clasificación histórica de la Recopa de Europa de la UEFA: 167
- Puesto actual en la Clasificación histórica de la Liga Europa de la UEFA: 656

## Estadísticas
|  | Para más detalles, consultar Trayectoria del Real Valladolid Club de Fútbol y Estadísticas del Real Valladolid Club de Fútbol |

Nota: Actualizado hasta temporada 2024/25 (incluida). En negrita competiciones activas.
| Competición                              | Temp. | P.J. | P.G. | P.E. | P.P. | G.F. | G.C. | D.G.  | Puntos | Mejor resultado |
| ---------------------------------------- | ----- | ---- | ---- | ---- | ---- | ---- | ---- | ----- | ------ | --------------- |
|                                          |       |      |      |      |      |      |      |       |        |                 |
| Primera división                         | 47    | 1656 | 502  | 437  | 717  | 1922 | 2486 | - 564 | 1641   | 4º              |
| Segunda división                         | 39    | 1260 | 561  | 296  | 403  | 1915 | 1537 | + 378 | 1552   | Campeón (3)     |
| Tercera división                         | 9     | 164  | 98   | 37   | 29   | 389  | 188  | + 201 | 233    | Campeón (4)     |
| Campeonato de España de Copa             | 87    | 398  | 186  | 88   | 124  | 700  | 547  | + 153 | 507    | Subcampeón (2)  |
| Copa de la Liga                          | 4     | 18   | 7    | 4    | 7    | 42   | 28   | + 14  | 18     | Campeón (1)     |
| Copa RFEF                                | 2     | ??   | ??   | ??   | ??   | ??   | ??   | ??    | ??     | Campeón (1)     |
|                                          |       |      |      |      |      |      |      |       |        |                 |
| Recopa de Europa de la UEFA              | 1     | 6    | 3    | 3    | 0    | 10   | 2    | + 8   | 9      | 1/4             |
| Copa de la UEFA / Liga Europa de la UEFA | 2     | 6    | 2    | 0    | 4    | 5    | 9    | - 4   | 5      | 1/16            |
| Total                                    | -     | 3470 | 1355 | 861  | 1254 | 4957 | 4707 | + 250 | 4030   | 9 Títulos       |
| Ver estadísticas completas               |       |      |      |      |      |      |      |       |        |                 |

A partir de la temporada 1995-96 las victorias valen 3 puntos.

### Rachas
REFERENCIAS:
- Más temporadas consecutivas en 1ª: 12 (De 1980-81 a 1991-92)
- Jornadas lider en 1ª: 13 (última vez 1988-89)
- Más partidos invicto en 1ª: 9 (jor. 1 a jor. 9 1950-51)
- Más partidos ganando en 1ª: 5 (jor. 5 a jor. 9 1950-51)
- Más partidos marcando en 1ª: 20 (jor. 30 1952-53 a jor. 19 1953-54)
- Más partidos imbatido en 1ª: 6 (jor. 34 1997-98 a jor. 1 1998-99)

### Récords equipo
- Mayores victorias en Liga como Local en 1ª: 
  - Real Valladolid 6-0 Córdoba C .F. (13-1-1963)
- Mayor victoria en Liga como Visitante en 1ª: 
  - Real Oviedo 3-8 Real Valladolid (19-5-1996)
- Mayor victoria en competición Europea: 
  - Real Valladolid 5-0 Ħamrun Spartans (Recopa de Europa, 1989-90)
- Mayor victoria en la Copa: 
  - Real Valladolid 8-0 C. D. Constancia (1967-68)
- Mayores remontadas en 1ª: 
  - Real Valladolid - Real Madrid C. F. de 1-3 a 4-3 (1953-54)
  - Real Valladolid - C.D. Málaga de 0-2 a 3-2 (1954-55)
  - Real Valladolid - Sevilla F. C. de 0-2 a 3-2 (2008-09)

## Participación en competiciones de la UEFA

### Recopa de Europa
| Temporada | Ronda | Rival           | Local   | Visitante | Global      |  | Goleadores                                  |
| --------- | ----- | --------------- | ------- | --------- | ----------- |  | ------------------------------------------- |
| 1989-90   | 1/16  | Ħamrun Spartans | 5-0 (i) | 1-0 (v)   | 6-0         |  | Albis 2, Roberto 2, Ayarza (i), Hidalgo (v) |
| 1989-90   | 1/8   | Djurgårdens IF  | 2-0 (i) | 2-2 (v)   | 4-2         |  | Lundborg (p.m.), Moya (i), Alberto 2 (v)    |
| 1989-90   | 1/4   | AS Monaco       | 0-0 (i) | 0-0 (v)   | 0-0 p (1-3) |  |                                             |

### Copa de la UEFA
| Temporada | Ronda | Rival            | Local   | Visitante | Global |  | Goleadores                  |
| --------- | ----- | ---------------- | ------- | --------- | ------ |  | --------------------------- |
| 1984-85   | 1/32  | HNK Rijeka       | 1-0 (i) | 1-4 (v)   | 2-4    |  | Da Silva (i), Pepe Moré (v) |
| 1997-98   | 1/32  | Skonto FC        | 2-0 (i) | 0-1 (v)   | 2-1    |  | Juan Carlos, Edú (i)        |
| 1997-98   | 1/16  | Spartak de Moscú | 1-2 (v) | 0-2 (i)   | 1-4    |  | Juan Carlos (p.) (v)        |

### Récord europeo
| Torneo           | PJ | PG | PE | PP | GF | GC | DG |
| ---------------- | -- | -- | -- | -- | -- | -- | -- |
| Recopa de Europa | 6  | 3  | 3  | 0  | 10 | 2  | +8 |
| Copa de la UEFA  | 6  | 2  | 0  | 4  | 5  | 9  | -4 |
| Total            | 12 | 5  | 3  | 4  | 15 | 11 | +4 |

## Administración
El Real Valladolid ha tenido 28 presidentes a lo largo de su historia, todos ellos españoles hasta la llegada de Ronaldo en 2018.

### Directiva actual
La directiva actual está organizada de la siguiente forma:

#### Consejo de administración
- Copresidencia: Gabriel Solares y Enrique Uruñuela[182]
- Consejero delegado:
- Director de gabinete de presidencia y portavoz institucional:

#### Dirección deportiva
- Director deportivo: Víctor Orta Martínez[183]
- Secretario técnico:
- Scouting:

#### Dirección administrativa[181]
- Área jurídica y de cumplimiento:
- Director del Área de Estrategia Deportiva:
- Director de Fútbol Formativo:
- Director del Área de Operaciones:
- Director del Área de Desarrollo de Negocio:
- Director Financiero:
- Director RRHH:
- Director de protocolo:
- Jefe de prensa:

#### Accionistas actuales[184]
Tras la venta del equipo en mayo de 2025 por parte de su principal accionista, Ronaldo Nazario, la distribución accionaria quedó de la siguiente manera:
- Grupo Ignite: 54,36%
- Fondo europeo Ben Oldman: 33,26%
- Ágora Inversiones Patrimoniales SA: 9,65%
- Pequeños accionistas (Entre ellos el Ayuntamiento de Valladolid): 2,73%

## Jugadores
En la historia del Real Valladolid 1.049 futbolistas han vestido la camiseta blanquivioleta donde han jugado más sudamericanos que europeos. 980 eran españoles, mientras que 240 fueron extranjeros, pertenecientes a 55 nacionalidades distintas, en la que predominan 32 argentinos, 24 brasileños y 22 uruguayos.
Destacan en la historia pucelana los jugadores que más años estuvieron bajo disciplina del club, el canterano Luis Minguela y Alberto Marcos con un total de quince temporadas cada uno en el primer equipo, doce de ellas en la máxima categoría.
En cuanto al número de partidos y goles, es el mismo Alberto Marcos quien encabeza la lista con un balance de 471 partidos y 40.435 minutos disputados, mientras que Emilio Morollón encabeza la lista de goleadores históricos con 94 (40 en 1.ª y 48 en 2ª y 5 en Copa del Rey) —dos por delante de Antonio García "Rusky"—. Cabe destacar al argentino Carlos Fenoy, como el extranjero con más partidos disputados con la camiseta blanquivioleta con 252, quien estuvo cerca de ser superado por el boliviano Juan Manuel Peña en 2004.
Entre los jugadores en activo en la actualidad del club el madrileño "Javi" Sánchez es el jugador que más temporadas acumulan con 7. Los que más partidos acumulan con 121 y 66 partidos son "Javi" Sánchez y Stanko Jurić. Los máximos goleadores son Sylla y Marcos André con 13 y 11 goles respectivamente.
| Máximos goleadores | Máximos goleadores     | Máximos goleadores | Más partidos disputados | Más partidos disputados             | Más partidos disputados | Más temporadas disputadas | Más temporadas disputadas | Más temporadas disputadas |
| ------------------ | ---------------------- | ------------------ | ----------------------- | ----------------------------------- | ----------------------- | ------------------------- | --- | ------------------------- |
| 1.                 | Emilio Morollón        | 94 goles           | 1.                      | Alberto Marcos                      | 471 partidos            | 1.                        | Luis Mariano Minguela / Alberto Marcos | 15 años                   |
| 2.                 | Antonio García "Rusky" | 92 goles           | 2.                      | "Pepe" Moré / Luis Mariano Minguela | 448 partidos            | 3.                        | Isidoro Lasala | 13 años                   |
| 3.                 | Víctor Fernández       | 91 goles           | 4.                      | Torres Gómez                        | 354 partidos            | 4.                        | Francisco Lesmes / "Pepe" Moré / Torres Gómez | 12 años                   |
| 4.                 | José María Lizarralde  | 82 goles           | 5.                      | Román Matito                        | 339 partidos            | 7.                        | Roque Busquet / Román Matito / Salvador Aparicio "Salvi" | 11 años                   |
| 5.                 | Jorge Alonso           | 81 goles           | 5.                      | Antonio Santos                      | 334 partidos            | 10.                       | José Luis Saso / Manuel Llácer / Antonio Santos / Francisco Sánchez Vallés / Alberto López Moreno / José Luis Pérez Caminero / "Chema" Jiménez / Álvaro Rubio / Javier Baraja | 10 años                   |
| Ver lista completa | Ver lista completa     | Ver lista completa | Ver lista completa      | Ver lista completa                  | Ver lista completa      | Ver lista completa        | Ver lista completa | Ver lista completa        |

## Organigrama deportivo
Para un completo detalle de la temporada en curso, véase Temporada 2024-25 del Real Valladolid Club de Fútbol

### Plantilla temporada 2025-26
- Los jugadores con dorsales superiores al 25 son, a todos los efectos, jugadores del Real Valladolid Promesas y como tales, podrán compaginar partidos con el primer y segundo equipo. Como exigen las normas de la LFP desde la temporada 1995-96, los jugadores de la primera plantilla deberán llevar los dorsales del 1 al 25. Del 26 en adelante serán jugadores del equipo filial.
- Un canterano debe permanecer al menos tres años en edad formativa en el club (15-21 años) para ser considerado como tal.[190][191] Un jugador de formación es un jugador extranjero formado en el país de su actual equipo entre los 15 y 21 años (Normativa UEFA).
- Según normativa UEFA, cada club solo puede tener en plantilla un máximo de tres jugadores extracomunitarios que ocupen plaza de extranjero.[192] La lista incluye solo la nacionalidad deportiva cada jugador:
  - Selim Amallah posee la doble nacionalidad belga y marroquí.[193]
  - Marcos André posee la doble nacionalidad española y brasileña.[194]
  - Mamadou Sylla posee la doble nacionalidad española y senegalesa.[195]
  - Amath Ndiaye posee la doble nacionalidad española y senegalesa.[196]

### Altas y bajas 2025-26
Nota: en los precios no se incluye IVA o sumas por objetivos ya que no han sido efectivos, se indican con un asterisco "*".
| Altas                  | Altas          | Altas                    | Altas                 | Altas     |
| Jugador                | Posición       | Procedencia              | Tipo                  | Coste     |
| ---------------------- | -------------- | ------------------------ | --------------------- | --------- |
| Stipe Biuk             | Delantero      | H. N. K. Hajduk Split    | Vuelta de cesión      | 0 €       |
| Víctor Meseguer        | Centrocampista | Racing de Santander      | Vuelta de cesión      | 0 €       |
| Álvaro Aceves          | Portero        | C. D. Eldense            | Vuelta de cesión      | 0 €       |
| Iván Garriel           | Defensa        | Celta Fortuna            | Vuelta de cesión      | 0 €       |
| Jorge Delgado          | Delantero      | Real Valladolid Promesas | Promociona del filial | 0 €       |
| Iván Alejo             | Centrocampista | Apoel F. C.              | Libre                 | 0 €       |
| Guilherme Fernandes    | Portero        | Real Betis Balompié      | Cesión O/C            | 0 €       |
| Pablo Tomeo            | Defensa        | C. D. Mirandés           | Libre                 | 0 €       |
| Álvaro Pérez, "Trilli" | Defensa        | Barcelona Atlètic        | Libre                 | 0 €       |
| Julien Ponceau         | Centrocampista | F. C. Lorient            | Libre                 | 0 €       |
| Guille Bueno           | Defensa        | Borussia Dortmund II     | Traspaso              | 200.000 € |
| Mohamed Jaouab         | Defensa        | Stade Rennes F. C.       | Libre                 | 0 €       |
| Altas enero            |                |                          |                       |           |

| Bajas              | Bajas          | Bajas                                  | Bajas                 | Bajas       |
| Jugador            | Posición       | Destino                                | Tipo                  | Coste       |
| ------------------ | -------------- | -------------------------------------- | --------------------- | ----------- |
| Karl Hein          | Portero        | Arsenal F. C.                          | Fin de cesión         | 0 €         |
| Cenk Özkacar       | Defensa        | Valencia C. F.                         | Fin de cesión         | 0 €         |
| Eray Cömert        | Defensa        | Valencia C. F.                         | Fin de cesión         | 0 €         |
| Joseph Aidoo       | Defensa        | Celta de Vigo                          | Fin de cesión         | 0 €         |
| Antonio Candela    | Defensa        | Venezia F. C.                          | Fin de cesión         | 0 €         |
| Adam Aznou         | Defensa        | Bayern de Múnich                       | Fin de cesión         | 0 €         |
| Florian Grillitsch | Centrocampista | TSG 1899 Hoffenheim                    | Fin de cesión         | 0 €         |
| Mario Martín       | Centrocampista | Real Madrid Castilla                   | Fin de cesión         | 0 €         |
| Robert Kenedy      | Centrocampista | C. F. Pachuca                          | Cesión O/C            | 0 €         |
| Anuar Tuhami       | Centrocampista | A. D. Ceuta F. C.                      | Libre                 | 0 €         |
| Arnau Rafús        | Portero        | Cultural Leonesa                       | Libre                 | 0 €         |
| Darwin Machís      | Delantero      | Universidad Central de Venezuela F. C. | Libre                 | 0 €         |
| Luis Pérez         | Defensa        | Sin equipo                             | Libre                 | 0 €         |
| Henrique Silva     | Defensa        | PFC Turan Tovuz                        | Libre                 | 0 €         |
| Raúl Moro          | Centrocampista | Ajax de Amsterdam                      | Traspaso              | 9.500.000 € |
| André Ferreira     | Portero        | Moreirense F. C.                       | Rescisión de contrato | 0 €         |
| Iván Sánchez       | Centrocampista | Sepahan S. C.                          | Libre                 | 0 €         |
| Bajas enero        |                |                                        |                       |             |

## Entrenadores

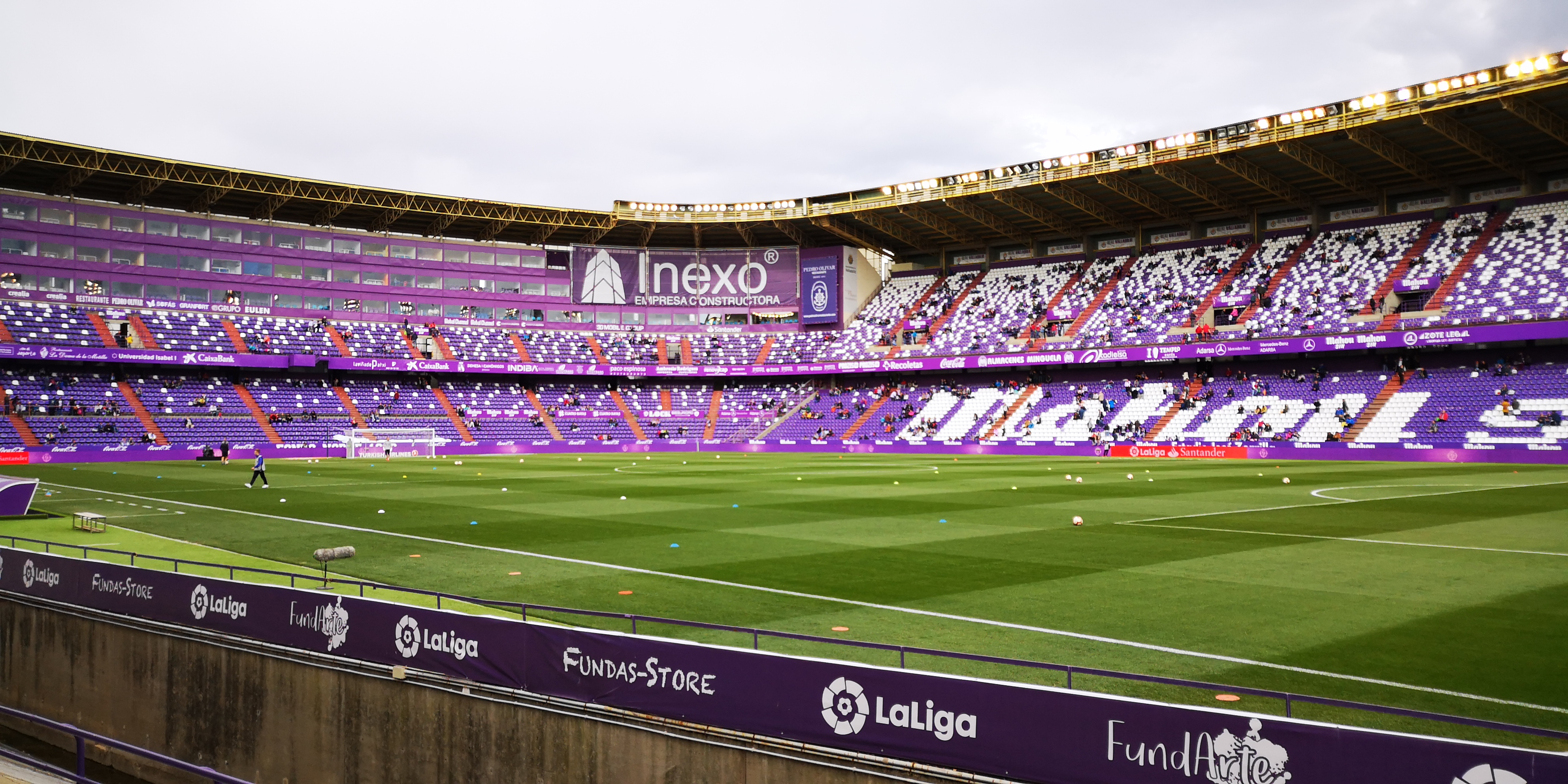
Estadio José Zorrilla de Valladolid

La mayoría de entrenadores del club vallisoletano a lo largo de su historia han sido españoles, y algunos fueron exjugadores del equipo, como José Luis Saso, que lo dirigió hasta en seis temporadas distintas. Además de españoles, han pasado por el banquillo pucelano cuatro argentinos, tres húngaros, tres uruguayos, dos croatas, un paraguayo, un chileno, un colombiano, un alemán y un serbio.
El único título conseguido por el club se conquistó siendo entrenador Fernando Redondo, un hombre de la casa. Por sus éxitos también destacaron Antonio Barrios, Antonio Ramallets, Fernando Redondo, Vicente Cantatore, Gregorio Manzano, Pepé Moré, José Luis Mendilibar y Miroslav Đukić.
Los técnicos que más años consecutivos han dirigido al equipo fueron: Esteban Platko, Antonio Barrios, José Luis Mendilibar y Sergio González. Todos ellos se mantuvieron durante tres temporadas en el banquillo, a excepción de Mendilibar, que lo hizo durante tres temporadas y media (desde el inicio de la temporada 2006-2007 hasta febrero de 2010).
Los técnicos que más temporadas han dirigido al club son José Luis Saso Vega y Vicente Cantatore con 7 temporadas.
El técnico más joven que ha dirigido al club es Santiago Vázquez Folgueira con 27 años de forma provisional entre 1974 y 1975. El técnico más veterano ha sido Paco Herrera en la temporada 2016-17 con 63 años.
Los únicos técnicos de Valladolid que han dirigido al equipo son Santiago Llorente Merino (1982-83), Javier Yepes Peñas (1991-92), Onésimo Sánchez (2009-10), todos ellos de manera provisional.
El actual técnico del Real Valladolid es Guillermo Almada.

## Palmarés
Nota: en negrita competiciones vigentes en la actualidad. Indicado el récord del torneo  y el compartido 

### Torneos nacionales (6)
| Competiciones nacionales                      | Títulos                    | Subcampeonatos                                        |
| --------------------------------------------- | -------------------------- | ----------------------------------------------------- |
| Segunda División de España (3/6)              | 1947-48, 1958-59, 2006-07. | 1961-62, 1967-68, 1979-80, 1992-93, 2021-22, 2023-24. |
| Tercera División de España (1/1)              | 1933-34.                   | 1970-71.                                              |
| Copa del Rey (0/2)                            |                            | 1949-50, 1988-89.                                     |
| Copa de la Liga (1/0)                         | 1984.                      |                                                       |
| Copa Real Federación Española de Fútbol (1/1) | 1952-53.                   | 1944-45.                                              |

- Ganador de Promoción de ascenso a 1ª División (1): 1961-62.
- Ganador del Playoff de ascenso a 1ª División (2): 2011-12, 2017-18.

### Torneos regionales (2)
| Competiciones regionales              | Títulos                | Subcampeonatos   |
| ------------------------------------- | ---------------------- | ---------------- |
| Campeonato Regional Castellano-Leonés | 1931                   | 1928-29, 1929-30 |
| Copa de Castilla y León               | 1971-72, 1973-74, 1985 | 2009-10          |

### Trofeos

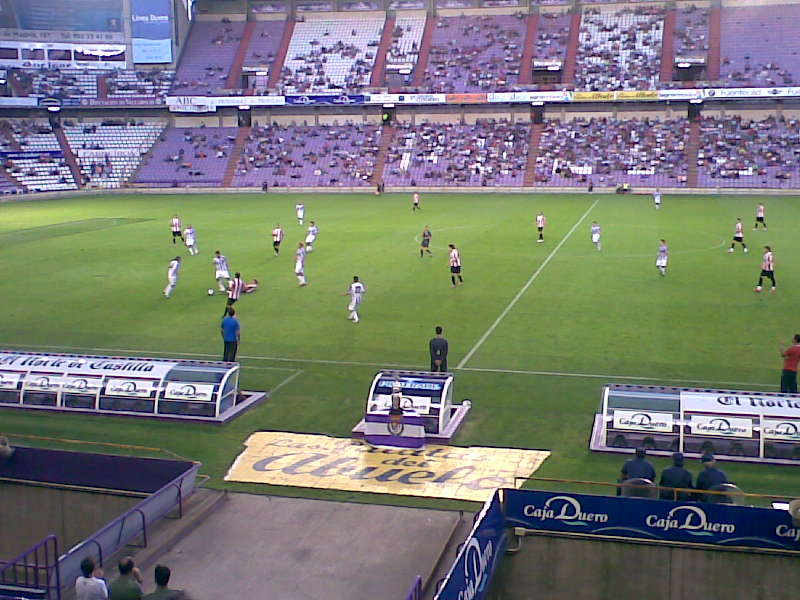
XXXVI Trofeo Ciudad de Valladolid que enfrentó al Real Valladolid y al Athletic Club y terminó con victoria local por cinco goles a dos.

| Títulos oficiales                 | Nacionales            | Nacionales | Nacionales | Nacionales | Nacionales | Nacionales | Nacionales | Nacionales | Europeos | Europeos | Europeos | Europeos | Europeos | Europeos | Europeos | Mundiales | Mundiales | Total |   |   |
| --------------------------------- | --------------------- | ---------- | ---------- | ---------- | ---------- | ---------- | ---------- | ---------- | -------- | -------- | -------- | -------- | -------- | -------- | -------- | --------- | --------- | ----- | - | - |
| Títulos oficiales                 | Real Valladolid C. F. | -          | 3          | -          | 1          | -          | 1          | -          | 1        | -        | -        | -        | -        | -        | -        | -         | -         | Total | - | 6 |
| Vigente                           | Real Valladolid C. F. | Vigente    | Extinta    | Extinta    | Vigente    | Vigente    | Vigente    | Extinta    | Vigente  | Vigente  | Vigente  | Extinta  | Vigente  | Extinta  | Extinta  | Vigente   | Extinta   |       |   | 6 |
| Actualizado el 29 de mayo de 2022 | Real Valladolid C. F. |            |            |            |            |            |            |            |          |          |          |          |          |          |          |           |           |       |   |   |

- Copa Duward (1): 1951-52.[212]

### Torneos veraniegos
- Trofeo Ciudad de Valladolid (28): 1972, 1976, 1979, 1980, 1984, 1985, 1987, 1988, 1991, 1993, 1994, 1996, 2000, 2001, 2002, 2003, 2004, 2005, 2008, 2009, 2014, 2015, 2016, 2019, 2021, 2022, 2023, 2024.
- Trofeo Ramón Losada (5): 2002, 2007, 2010, 2012, 2013.
- Trofeo Ciudad de Zamora (4): 1990, 1992, 1999 y 2003.
- Trofeo Ciudad de Pontevedra (3): 2014, 2015 y 2016.
- Trofeo Corpus de Orense (2): 1955 y 1956.
- Trofeo Villa de Leganés (2): 2000 y 2005.
- Trofeo Teresa Rivero (2): 2006 y 2009.
- Trofeo Canal de Castilla (2): 2017 y 2019.[213][214]
- Trofeo Emma Cuervo: 1956.
- Trofeo Amistad (Éibar): 1971
- Trofeo Ciudad de Santander: 1981.
- Trofeo Teide: 1983.
- Trofeo Feria de Ciudad Real: 1992.
- Trofeo Vallecas: 1993.
- Trofeo Cervantes: 1993.
- Trofeo Feria de Toledo: 1993.
- Trofeo Ciudad de La Línea: 1997.
- Trofeo Villa de Gijón: 1998.
- Trofeo Concepción Arenal: 1999.
- Trofeo Puchero: 1999.
- Trofeo Caja Duero (CD Numancia): 2000.
- Trofeo Alcarria: 2008.
- Trofeo Villa de Zaratán: 2021.[215][216]
- Memorial Unión Deportiva Salamanca: 2022.[217]
- Copa de la Amistad (Palencia): 2024.[218]
- Trophée Viola (Toulouse F. C.): 2024.[219]
- Copa Desafío Centenario-Copa Jetour (Copa por el centenario de Club Social y Deportivo Colo-Colo): 2025.[220][221]

## Trofeo Ciudad de Valladolid
El Trofeo Ciudad de Valladolid es un torneo veraniego de fútbol organizado por el Real Valladolid, de carácter internacional y que se disputa anualmente desde 1972, sumando 49 ediciones.  Se ha disputado bajo diferentes formatos (partido único, triangulares, etc.). 

En la primera, el conjunto local venció al Vasas Budapest 1-0, y en la última disputada el 14 de noviembre de 2024 aprovechando el parón de selecciones, se disputó la edición número 50 del Trofeo Ciudad de Valladolid contra el AVS Futebol portugués. El campeón del trofeo fué el equipo pucelano tras vencer 2-0, con un doblete de Marcos André que marcó en los minutos 3 y 23 de partido. Con esta victoria ya lleva una racha de 4 trofeos ganados de forma consecutiva, siendo la segunda mejor del trofeo Ciudad de Valladolid. Al partido asistieron 3.212 espectadores, una entrada muy pobre debido al descontento de la afición en la planificación de la actual plantilla a la mala temporada hasta el momento ya que se encuentra en penúltima posición con solo 9 puntos en 13 jornadas, siendo además el equipo más goleado y a la poca entidad del rival elegido pero que una vez disputado el trofeo el Real Valladolid recibirá la subvención del ayuntamiento tal y como está estipulado en el alquier del estadio.

## Rivalidades
En el plano deportivo la mayor rivalidad es contra el UD Salamanca, rivalidad que es debida al mundo del deporte ya que muchísimas veces han coincidido en la misma categoría. También hay pique entre las aficiones de la Cultural y Deportiva Leonesa. El derbi de Castilla y León que se había repetido más veces a lo largo de la historia en Primera División es el que enfrentaba a Real Valladolid y a UD Salamanca, ya que se trata de los dos equipos de la comunidad que más años habían competido en la máxima categoría.
En los últimos años ha surgido cierta rivalidad entre el Burgos C.F. y el Real Valladolid.
Fuera de la región los equipos con los que más rivalidad hay son el Sporting de Gijón y el Racing de Santander, acrecentada por el posible 'Pacto de Llanes' en la temporada 2009-2010, en la que una victoria del equipo cantabro en la última jornada por 2-0 sobre un Sporting ya salvado le permitía mantenerse en la máxima categoría mientras que el Real Valladolid descendía a Segunda División.

## Otros equipos

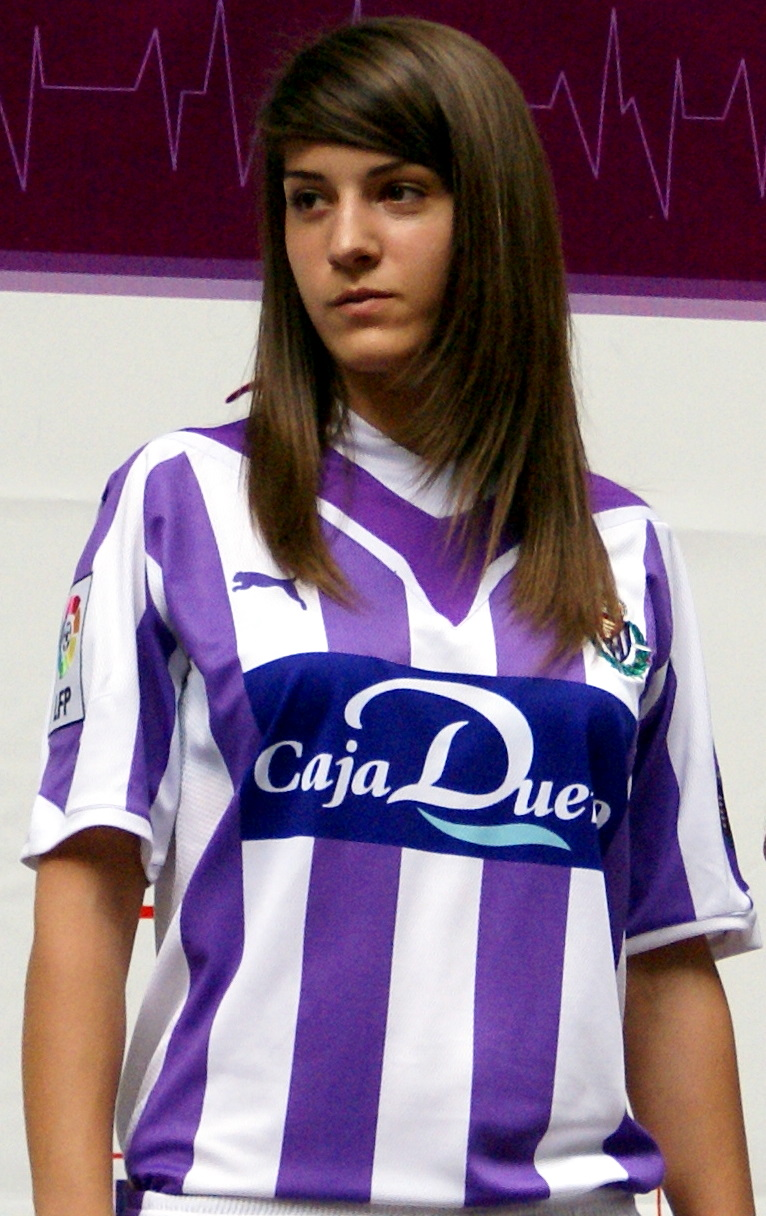
Laura María Fernández Borge, centrocampista del Real Valladolid Femenino.

### Real Valladolid Promesas
El Real Valladolid tiene equipo filial desde 1944, cuando asumió esa condición el Recreativo Europa Delicias, un equipo ya existente fundado en 1942. En 1973 cambió su nombre a Real Valladolid Promesas , en 1990 a Real Valladolid B, y en 2019 recuperó su nombre anterior. Actualmente milita en Segunda División B, y juega sus partidos en los Anexos al Estadio José Zorrilla. Ha ganado varios Trofeos Diputación de Valladolid.

### Real Valladolid Femenino
Fue creado en 2009 tras la invitación de la Real Federación Española de Fútbol a diversos clubes de Primera División para crear un equipo femenino y participar en la Superliga. En su primera y segunda temporada fue dirigido por Paco de la Fuente y jugó en la Superliga durante dos años, aunque descendió en su segunda temporada a la Liga Nacional Femenina y acabó desapareciendo.
Tras la llegada de Ronaldo Nazario a la presidencia del club, la sección de fútbol femenino fue refundada en 2022 con el nombre de Real Valladolid Simancas, compitiendo en la quinta división del fútbol femenino español.

### Fútbol base
El Real Valladolid tiene dos equipos de categoría juvenil, dos de categoría cadete, dos de categoría infantil, y dos de categoría alevín.
El equipo juvenil del Real Valladolid milita en uno de los 7 grupos de División de Honor, máxima categoría nacional del fútbol juvenil. En su palmarés tiene 4 ligas, todas ellas conseguidas dentro del grupo I, permitiéndole disputar la Copa de campeones, en la que participan los campeones de cada grupo de División de Honor para determinar el campeón nacional. En la campaña 2005-06 ganó su última liga División de Honor y en la Copa de campeones disputó por primera vez la final, pero cayó derrotado 1-0 por el Real Madrid C. F. en la final disputada en el Estadio Reino de León de León.
En la Copa del Rey Juvenil todavía no ha conseguido clasificarse para ninguna final.
El segundo equipo juvenil milita en la Liga Nacional, categoría inmediatamente inferior a la División de Honor, a la cual no puede ascender por ser filial.

## Otras secciones deportivas

### Fútbol indoor
El equipo de fútbol indoor del Real Valladolid estaba compuesto por veteranos exjugadores del equipo de fútbol 11. Competía en el actualmente desaparecido Campeonato Nacional de Liga de Fútbol Indoor. En el año 2013 fue subcampeón de liga tras perder en la final disputada en el pabellón Antonio Rivilla de Puertollano (provincia de Ciudad Real) en el último minuto de la prórroga 9-8 contra el Real Celta de Vigo.

## Anexos
| Entidades relacionadas                                                                                            | Datos estadísticos y trayectoria | Personalidades e historia | Infraestructura |
| --- | --- | --- | --- |
| - Club Deportivo Español - Real Unión Deportiva - Real Valladolid C. F. Promesas - Real Valladolid C. F. Femenino | - Trayectoria del Real Valladolid C. F. - Est. del Real Valladolid C. F. - Est. de futbolistas del Real Valladolid C. F. - Trofeo Ciudad de Valladolid | - Historia del Real Valladolid C. F. - Historia uniforme del Real Valladolid C. F. - Presidentes del Real Valladolid C. F. - Entrenadores del Real Valladolid C. F. | - Estadio José Zorrilla - Estadio Antiguo José Zorrilla - Anexos al Estadio José Zorrilla - Ciudad Deportiva Real Valladolid |

## Filmografía
- Documental TVE (12-3-2015), «Conexión Vintage - 'Historias blanquivioletas'» en RTVE.es[235]
- Documental Canal+ (4-11-2011), «Club de Fútbol: 'Real Valladolid'» en Canalplus.es[236]